# Українське бароко

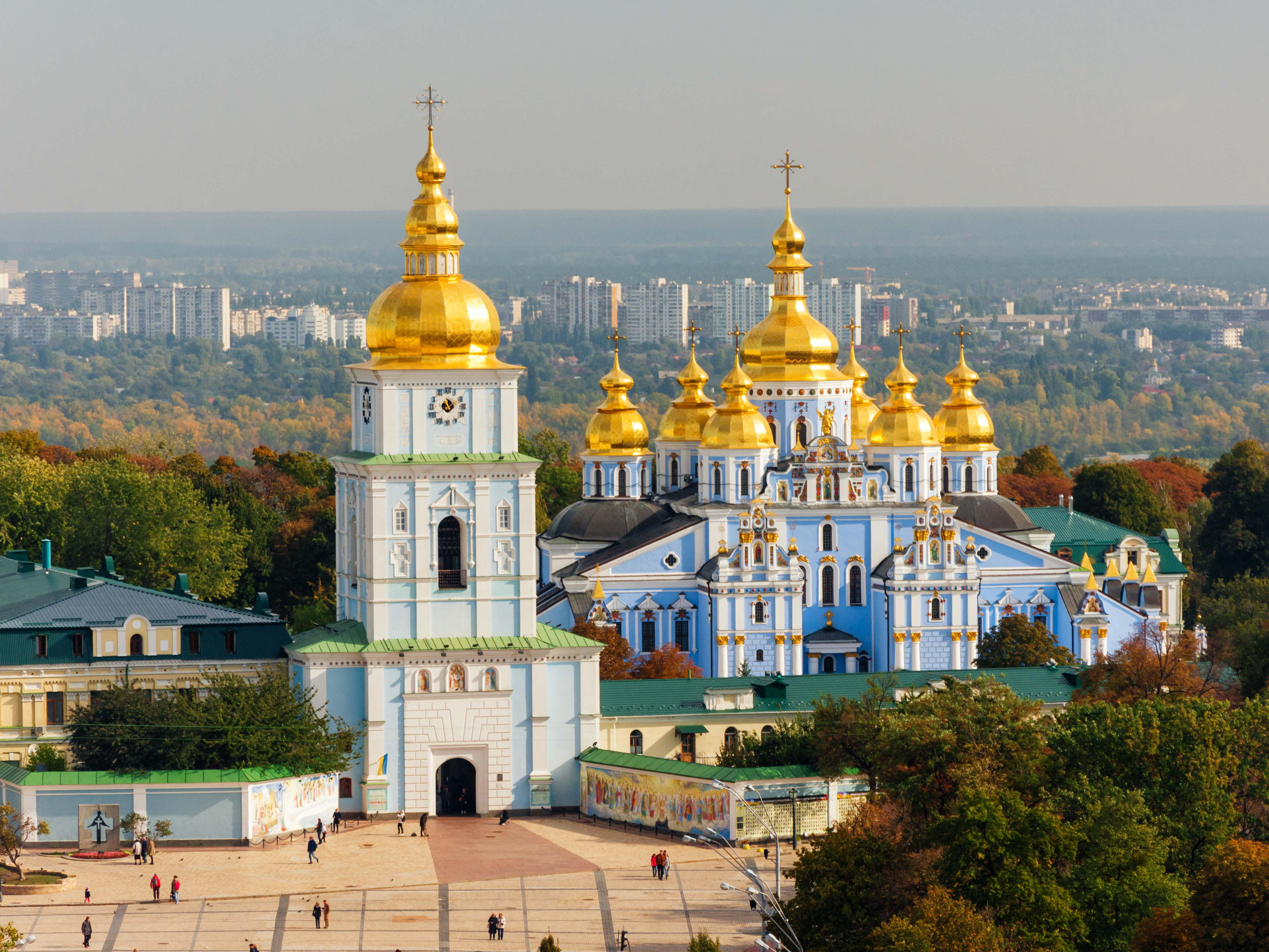
Михайлівський Золотоверхий собор у Києві — один з найяскравіших зразків архітектури українського бароко

Украї́нське баро́ко, або Коза́цьке баро́ко — мистецький стиль, що був поширений на українських землях Війська Запорозького у XVII–XVIII століттях. Виник унаслідок поєднання місцевих архітектурних традицій та європейського бароко.

## Європейський стиль бароко
Точно етимологія терміну «бароко» не визначена й досьогодні, але найпопулярніша версія — від португальського «perrola barroca», тобто «перлина неправильної форми», що дуже влучно характеризує стиль. Під бароко розумілося щось примхливе, часом навіть до дивацтва, чудернацтва. Найбільше розповсюдилося в Італії у XVI та XVII століттях. Назва була придумана естетами XVIII ст. як глузлива, далі успадкована художньою критикою XVII ст., що вважала цей напрямок кризою стилю, занепадом краси та гарного смаку. Але з часом термін «бароко» втратив негативний підтекст і став використовуватися для визначення цього художнього напрямку, якому притаманні вибагливість, химерність, ошатність, складні динамічні форми.
Для барокової архітектури характерні викривлення форм, овальні зали, різноманітні арки, примхливі сходи тощо. Іноді аж занадто складний декор: ліпнина, різьба, карбування, інкрустування, позолота. В оздобленні приміщень переважають рослинні мотиви: гірлянди квітів, листя, вінки.
Архітектура бароко нехтує симетрією у композиції, відкриває принципово нові просторові рішення. Стіна начебто позбавляється притаманних їй ознак монументальності, набуваючи натомість такої пластики та динамізму, яких ніколи досі не було. Виникають будівлі із випуклими, увігнутими, криволінійними фасадами. В інтер'єрах з'являється вигадлива ускладненість — скруглені кути, широке використання дзеркал, розписи стін і стель із застосуванням ефекту розширення простору, перетікання його у химерну височінь. Всі ці ефекти надають інтер'єрові підкреслену декоративність та деяку театральність. В інтер'єрі, і особливо в оздобленні фасадів, спостерігається чимало таких елементів, як скульптурні групи, вази, барельєфи, картуші (архітектурна форма у вигляді овалу, що містить напис) тощо.

## Зародження українського бароко
Період другої половини 17—18 століття називають епохою староукраїнської культури, тобто тієї, що передувала новій, створеній за останні три століття. Мистецтво тієї доби розвивається в стилі бароко, котрий проникає в усі культурні сфери і набуває свого розквіту у 18 столітті як відоме всьому світові «українське бароко».
У цей період нового вигляду набуває Київ, створюється сучасний образ міста. Йде інтенсивне будівництво північного Лівобережжя, зокрема Чернігова. Типові споруди стилю бароко будуються на західноукраїнських землях, особливо у Львові. Народжується українська національна архітектурна школа, що дала світові таких відомих майстрів як І. Григорович-Барський, С. Ковнір, Іван Зарудний.
Українське бароко 17 століття нерідко називають «козацьким». Це, звичайно, перебільшення, але якась частина істини в такому визначенні є, бо саме козацтво було носієм нового художнього смаку. Відомо чимало творів архітектури та живопису, створених на замовлення козацької старшини. Але козацтво не лише споживало художні цінності, виступаючи в ролі багатого замовника. Будучи насамперед величезною військовою і значною суспільно-політичною силою, воно виявилось також здатним утворити власне творче середовище й виступати на кону духовного життя народу ще й як творець самобутніх художніх цінностей. Козацькі думи, козацькі пісні, козацькі танці, козацькі літописи, ікони, козацькі собори — все це не порожні слова. За ними — величезний духовний досвід 17—18 століть, значну частину якого пощастило втілити у своїй художній діяльності саме козацтву. Все це залишило в культурній свідомості народу глибокий слід. А краса козацького мистецтва породила легенду про золоте життя під булавою гетьманів, про козацьку країну, країну тихих вод і світлих зір.

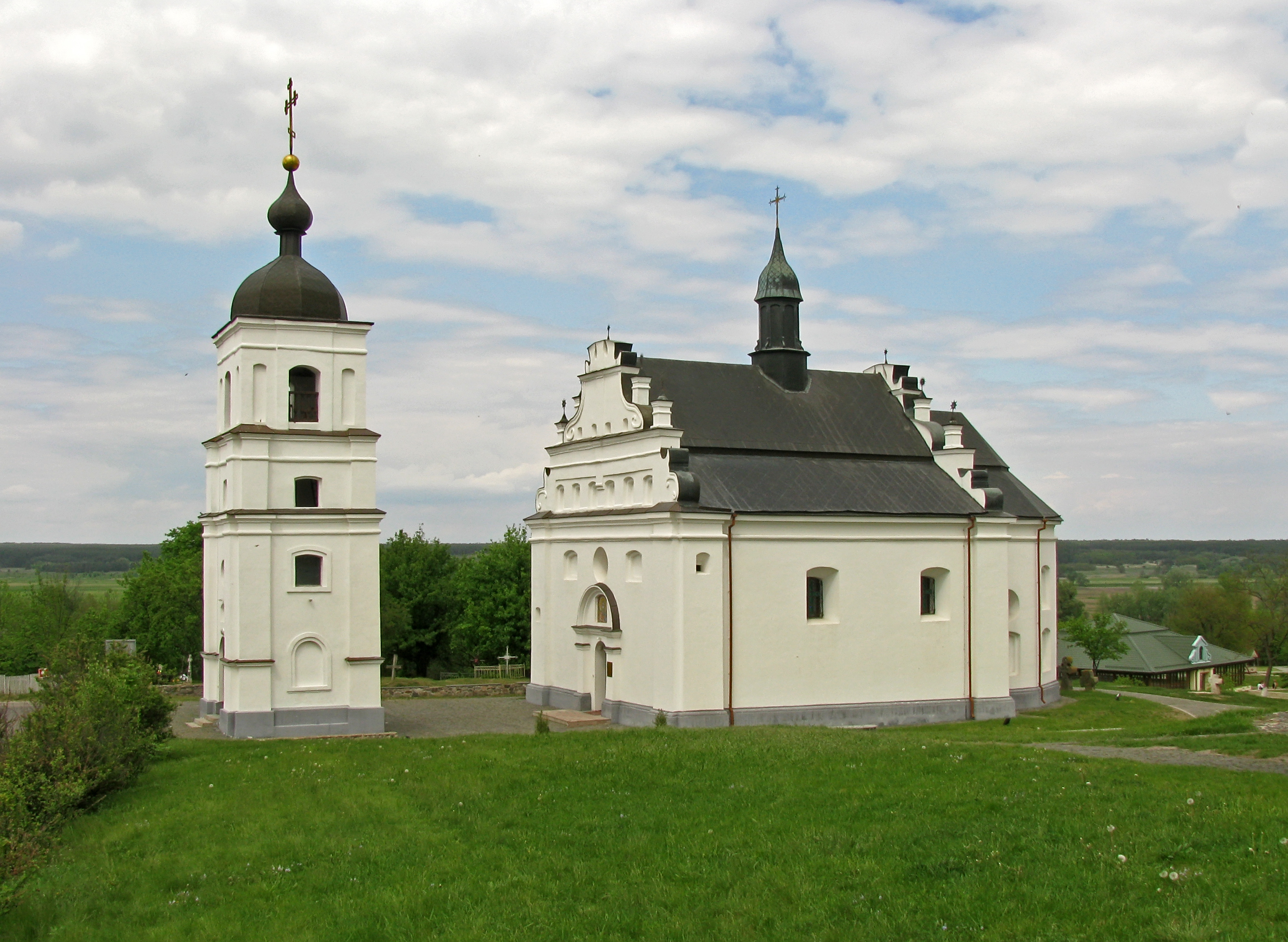
Церква Святого Пророка Іллі в Суботові, споруджена коштом Богдана Хмельницького впродовж 1651—1656 рр.

Стиль бароко найвиразніше проявився у кам'яному будівництві. Характерно, що саме в автономній Гетьманщині і пов'язаній з нею Слобідській Україні вироблявсь оригінальний варіант барокової архітектури, який називають українським, або «козацьким» бароко. Позитивне значення мала побудова в Україні храмів за проєктами Бартоломео Растреллі (Андріївська церква в Києві, 1766 р.). Серед українських архітекторів, які працювали в Росії, найвідоміший Іван Зарудний. У кам'яних спорудах Правобережжя переважало «загальноєвропейське» бароко, але і тут найвидатніші пам'ятки не позбавлені національної своєрідності (Успенський собор Почаївської лаври, собор св. Юра у Львові, а також Києво-Видубицького монастиря, Покровський собор у Харкові та ін.). Продовженням бароко став творчо запозичений у Франції стиль рококо. В ньому перебудовано Київську академію, дзвіниці Києво-Печерської Лаври, Софійського собору, головної церкви в Почаєві.
«Козацький собор» древніший за саме козацтво. Першу відому п'ятиверху церкву збудував над могилою Бориса і Гліба у Вишгороді давньокиївський архітектор за наказом Ярослава Мудрого.
Такі хрещаті дерев'яні храми — типове явище в традиційному народному будівництві. Козацтво не вигадало тут нічого незвичайного, неймовірного чи небувалого. Його заслуга в тому, що цей, поширений з давніх часів, тип великої дерев'яної церкви, воно вдягло у камінь, прикрасило безліччю чудових пластичних мотивів, вдосконалило й підняло кілька споруд такого роду на рівень найдосконаліших виявів європейського архітектурного мистецтва.
Перше таке кам'яне диво на Лівобережній Україні з'явилося в столиці найбільшого козацького полку в Ніжині 1668 року. З'явилося не в монастирі, а, як і належить козацькому собору, на широкій площі серед міста. Через кілька років подібна споруда з'явилася в Густинському монастирі, знаменуючи собою союз козацтва і церкви в національно-визвольній боротьбі.

## Розвиток образотворчого та декоративно-прикладного мистецтва
Твори образотворчого та декоративно-ужиткового мистецтва, стародруки, що належать до одного з найцікавіших періодів в історії культури українського народу — другої половини XVII — XVIII століть — часу становлення та розвитку в українському мистецтві загальноєвропейського стилю бароко. Характерною особливістю бароко є проникнення світського світогляду в усі сфери художньої діяльності. Монументальність форм, експресивність, введення алегорій та символів, пишна декоративність орнаментики, парадність та урочистість, що притаманні бароко, знайшли відтворення в мистецтві України цього періоду. Злиття принципів бароко з національною народною традицією визначило своєрідність його українського варіанту. Специфічно національні риси бароко, які виявилися в усіх видах мистецтва — архітектурі, живописі та графіці, скульптурі, художньому металі та гаптуванні, сформувалися у містах Придніпров'я та Києві, який у XVII столітті стає центром художнього життя України. Розвиткові мистецтва сприяло піднесення філософської думки, науки, літератури, пов'язане з діяльністю Києво-Могилянської академії. Особливе місце в українському мистецтві доби бароко належало художній школі та друкарні Києво-Печерської лаври.
Сміливістю смаків відрізняються і тогочасні українські меценати з середовища духовенства чи світські.
- Митрополит Петро Могила (православний ієрарх) запросив для реставрації і зміцнення мурів Софії Київської — італійського архітектора католика Октавіана Манчіні.
- Іван Мазепа стає фундатором низки кам'яних церков і замовляє срібні Царські врата для собору Бориса й Гліба (в Чернігові) ювелірам протестантської Німеччини.
- Голландський гравер протестант В. Гондіус робить портрет Богдана Хмельницького.
- В Жовкві недовгий час працює німецький архітектор і скульптор Андреас Шлютер
- Микола Василій Потоцький, український магнат, роками працює з іноземцями архітекторами, художниками і скульпторами, серед яких — Бернард Меретин, Іван Георгій Пінзель, Готфрід Гофман, що посилює виразність українського бароко на західних землях і наближає їх форми і технології до західноєвропейських.

Парадну форму барокового малярства становлять розписи іконостасу — неповторні й високі досягнення староукраїнської культури, що мають світове значення. Вони сповнені розгорнутою символікою, яка прочитується у виразних, театрально піднесених жестах, урочистих постатях, світлових ефектах, лініях драпірування тощо.
Провідне місце у культурному житті тодішнього суспільства посідав жанр портрета, який також належить до яскравих і самобутніх явищ національної художньої культури. Художня мова відтворення портретного образу своєрідно використовувала європейські барокові ідеї та національні традиції, яким також були притаманні риси театралізації, умовності, певна символічна система. Вишуканий стиль бароко якнайкраще виражав духовні інтереси української козацької старшини й вищого духовенства, їхні прагнення до рафінованої аристократичності. Значною мірою через портрети сотників і полковників, видатних політичних і культурних діячів епохи козацької автономії ми маємо уявлення про військових і політичних діячів України тих часів.

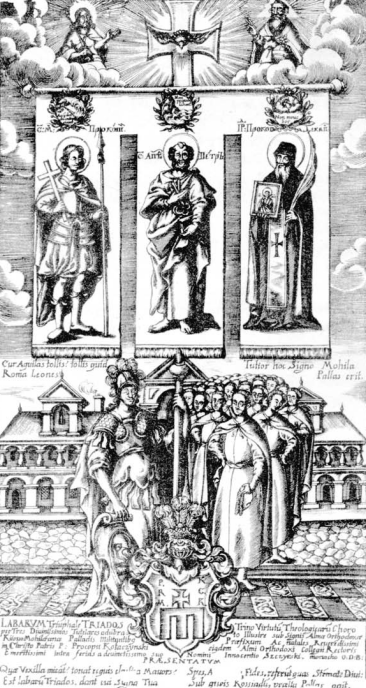
Гравер Іван Щирський. «Тріумфальне знамено» на честь ректора П. Калачинського (Києво-Могилянська академія), 1698
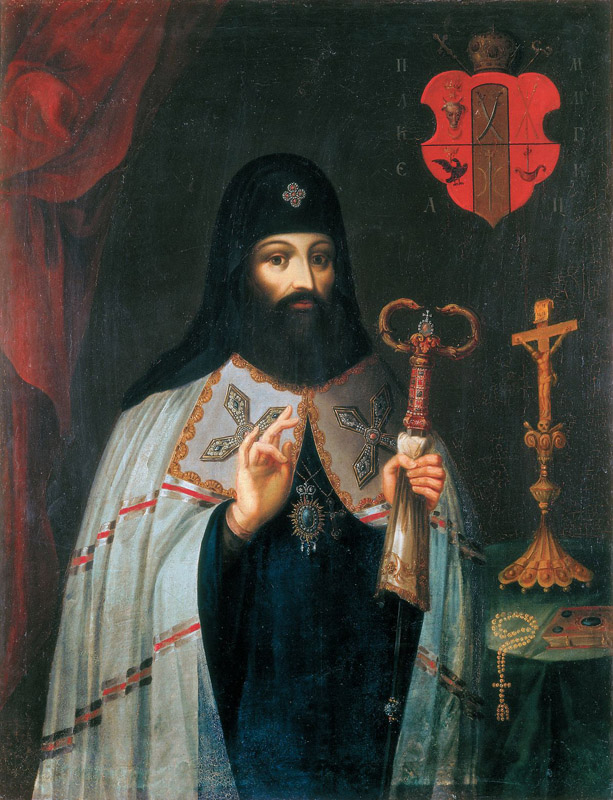
Худ. невідомий, 17 ст. Митрополит Петро Могила
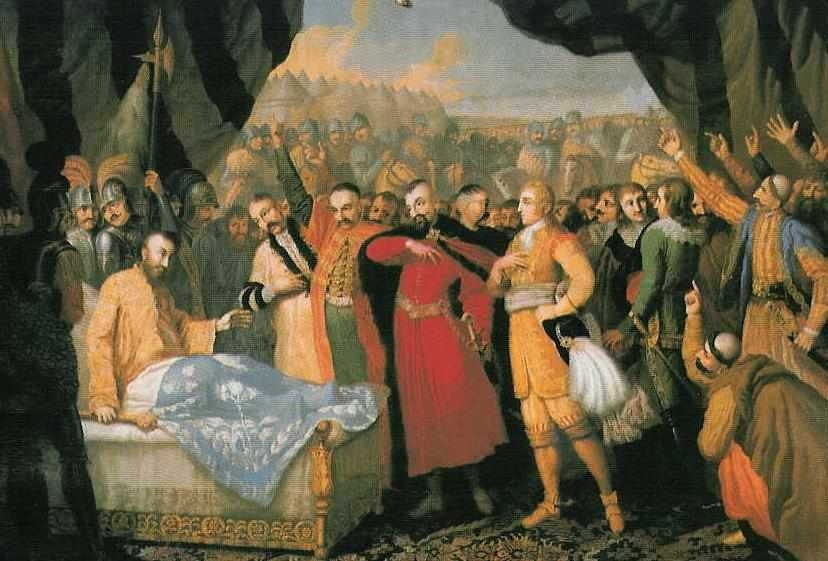
Франциск Смуглевич: «Смерть Яна Ходкевича в Хотині 1621 р», серед присутніх — П. Конашевич-Сагайдачний в червоному
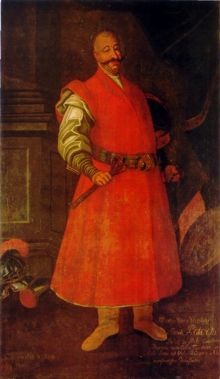
Яков Калинович (?). Портрет М. Потоцького, 1771 р., Львівська національна галерея мистецтв
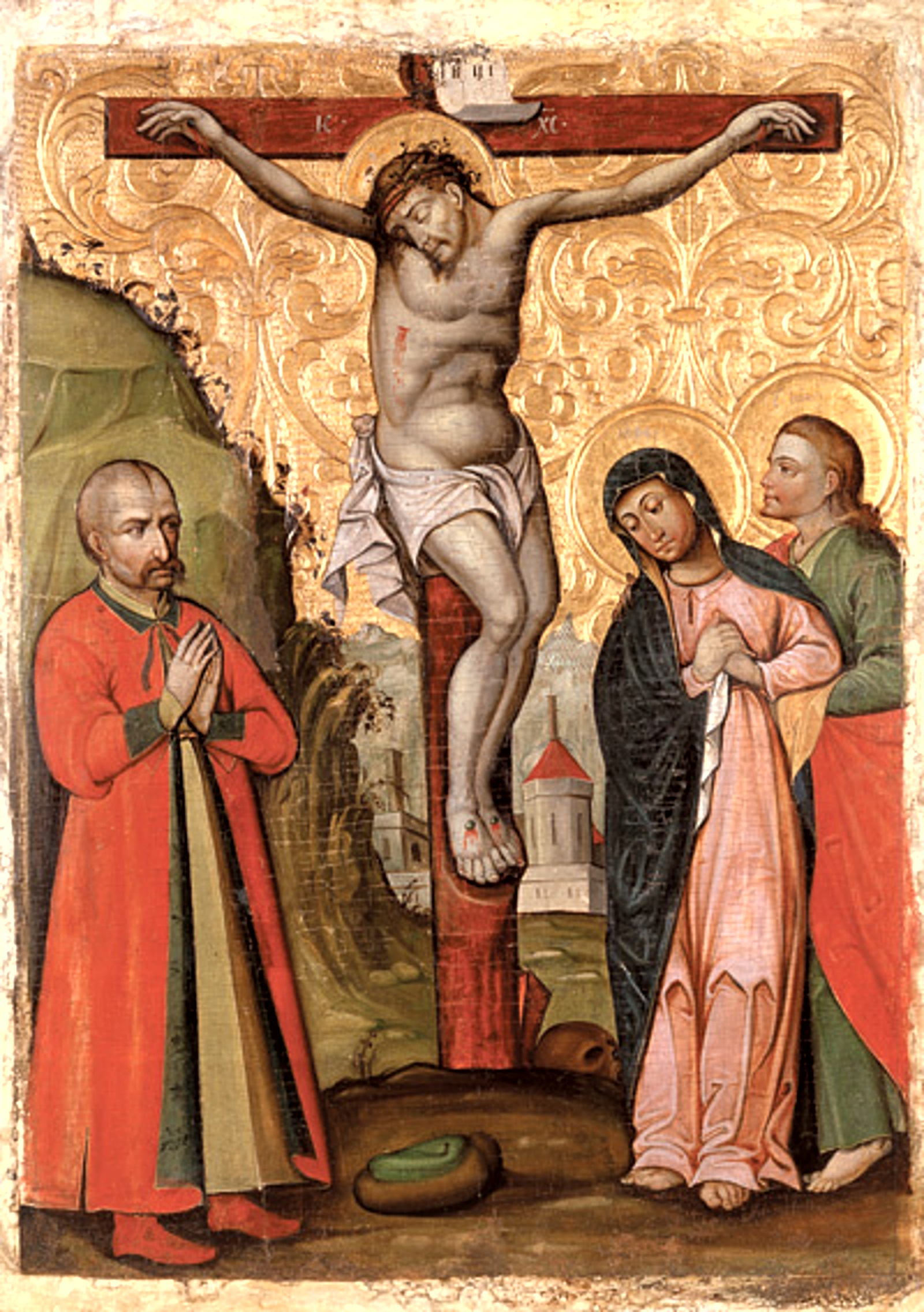
Розп'яття з лубенським полковником Леонтієм Свічкою, кінець 17 століття

Пам'ятки мистецтва із зібрання Києво-Печерського заповідника в основному, належать, до київської школи, яка значною мірою визначила стилістичні особливості майстрів на території всієї України. Становлення стилю бароко в різних видах українського мистецтва проходило не одночасно. Нові художні тенденції в середині XVII століття знайшли своє втілення перш за все в книжковій графіці та іконописі, проявляючись у посиленні емоційного звучання релігійних сцен, у конкретизації місця дії та образів, наближення їх до народного типажу, що призвело до зміни засобів їхньої художньої виразності. У ювелірному мистецтві України вже з другої половини XVII ст. помітно ускладнення форм виробів та їхньої орнаментики. Поступово предмети набувають все пишнішого декору з використанням в орнаменті листя аканта, гірлянд з квітів та плодів, стилізованих черепашок.
Нові віяння доби бароко проявилися і в художньому гаптуванні, в якому сильними були старовинні візантійські традиції. Для XVII століття характерна ще статичність композиції та площинний малюнок зображень. Але вже на межі століть відбувається різка зміна техніки гаптування, обумовлена перемогою нового художнього напрямку. Композиції стають вільні та пластичні, майстрині намагаються передати перспективу та об'ємність, широко використовується рослинний орнамент. Синтез мистецтв, притаманний стилю бароко, знайшов в українському мистецтві яскраве відтворення. Насичені за колоритом барокові ікони, разом з соковитим позолоченим різьбленням іконостасів, складали органічний та цілісний ансамбль, що полонив величністю та декоративністю загального звучання. Барокові риси проявляються і в оформленні стародруків, гравюри яких набувають складної композиції та пишних декоративних форм. Творчість українських художників XVIII століття — граверів Олександра та Леонтія Тарасевичів, І. Ширського, Гр. Левицького, майстрів-ювелірів — І. Равича, М. Юревича, І. Атаназевича та інших, що відмічена національною своєрідністю та самобутністю, здобула заслужену славу українському мистецтву. Мистецтво України доби бароко, яке створювалось на основі народної естетики в тісному взаємозв'язку з мистецтвом інших країн, являє важливий етап у розвитку духовної культури українського народу.

## Мазепинське бароко

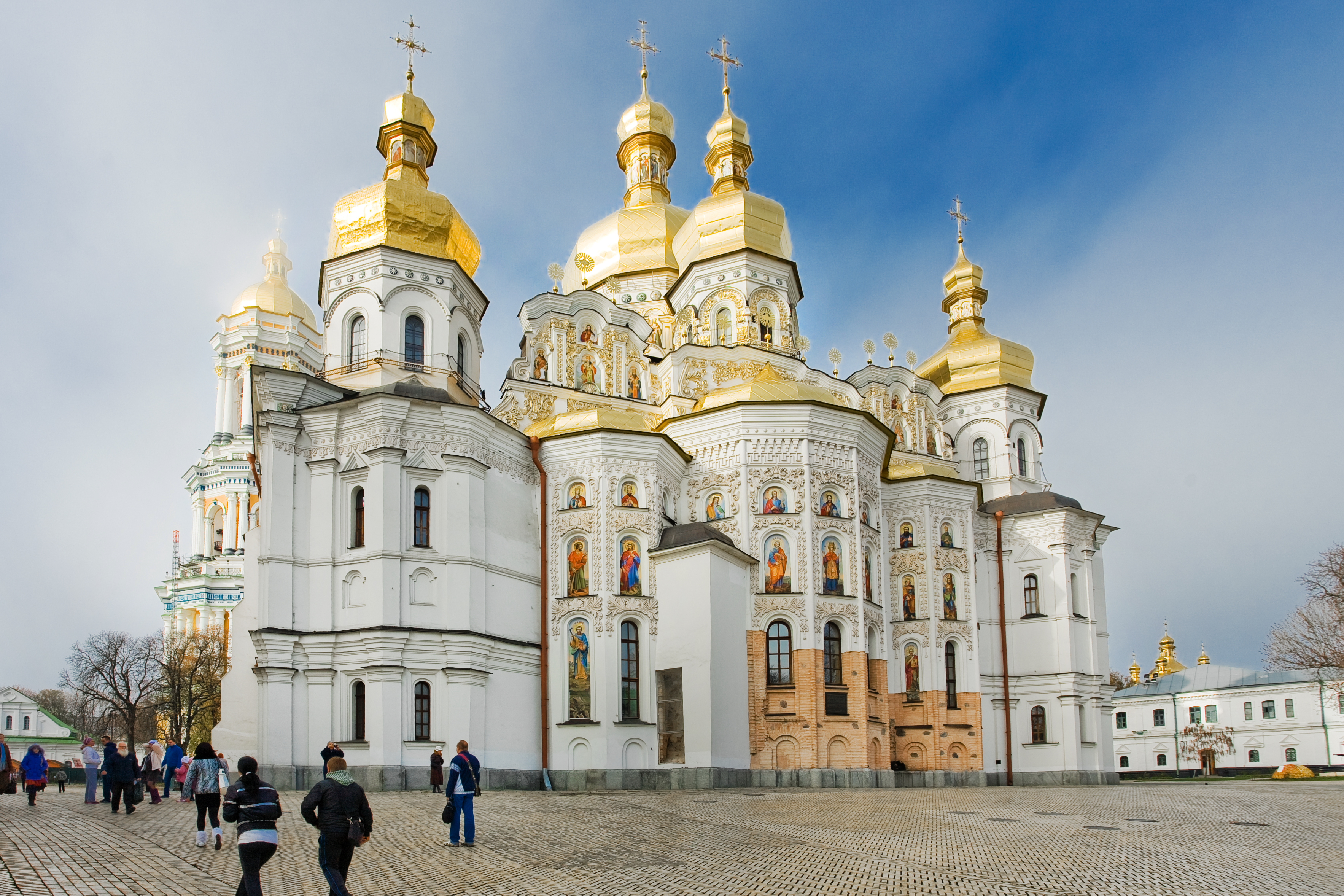
Успенський собор Києво-Печерської Лаври

Українське бароко відрізняється від західноєвропейського стриманішими орнаментами та спрощеними формами. З'явилося у XVII столітті. В українській архітектурі отримало ще назву козацького бароко. Та найчастіше його називають мазепинським бароко, оскільки воно набуло найвищого свого розвитку та завершення в часи гетьманства Івана Мазепи.
Культура й мистецтво посідали важливе місце в житті та діяльності гетьмана, а в своєму меценатстві Іван Мазепа не мав собі рівних в історії гетьманської України.
Мазепинська доба створила свій власний стиль, що мав прояви не лише в архітектурі, образотворчому мистецтві та літературі, але й в цілому культурному, і навіть побутовому житті гетьманської України. Це був близький родич західноєвропейського бароко, але одночасно й глибоко національний стиль.
Українські архітектори того часу намагалися об'єднати в кам'яному храмовому будівництві європейський вплив мистецтва бароко із набутими ними самими традиціями будівництва дерев'яних храмів. Історики мистецтва вважають, що українське бароко утворило оригінальний і блискучий синтез західноєвропейських барокових форм та місцевих мистецьких традицій. Найбільш яскраво і самобутньо стиль мазепинського бароко проявився у культовому зодчестві. В українських церквах того періоду спостерігається кілька типів, один з яких — це здебільшого монастирські собори — сходить до традицій давньоруської архітектури, а решта — до типового українського дерев'яного церковного зодчества.
Як і численні будівлі XVI—XVII століть, багато древньоруських храмів XI—XII століть були перебудовані у XVII—XVIII століттях, отримавши нове оздоблення, новий вигляд, і таким чином вони стали яскравими зразками мазепинського бароко. До них передовсім належать київські Софійський собор, церкви Видубицького та Михайлівського Золотоверхого монастиря, Успенський собор Києво-Печерської Лаври та інші.
Однак під мазепинським бароко розуміється нова епоха не лише в розвитку архітектурного стилю. Це взагалі бурхливий розвиток як мистецтва: архітектури, іконопису, портретного живопису, гравюри, художнього литва тощо, так і ремесла.

## Українське бароко в Росії
Наприкінці XVII — на початку XVIII століть у зв'язку із реформами Петра I в Росії на вищих церковних посадах опинилась значна кількість церковних ієрархів — вихідців з тогочасної України. Вони зробили певний внесок і в архітектурні смаки тогочасної Росії. На багатьох спорудах означились впливи українського мистецтва, а деякі збудовані безпосередньо в стилі козацького (українського) бароко. До найкращих зразків українського мистецтва на теренах Росії належать комплекс Троїцького монастиря в Тюмені та Воскресенський собор у Старочеркаській.

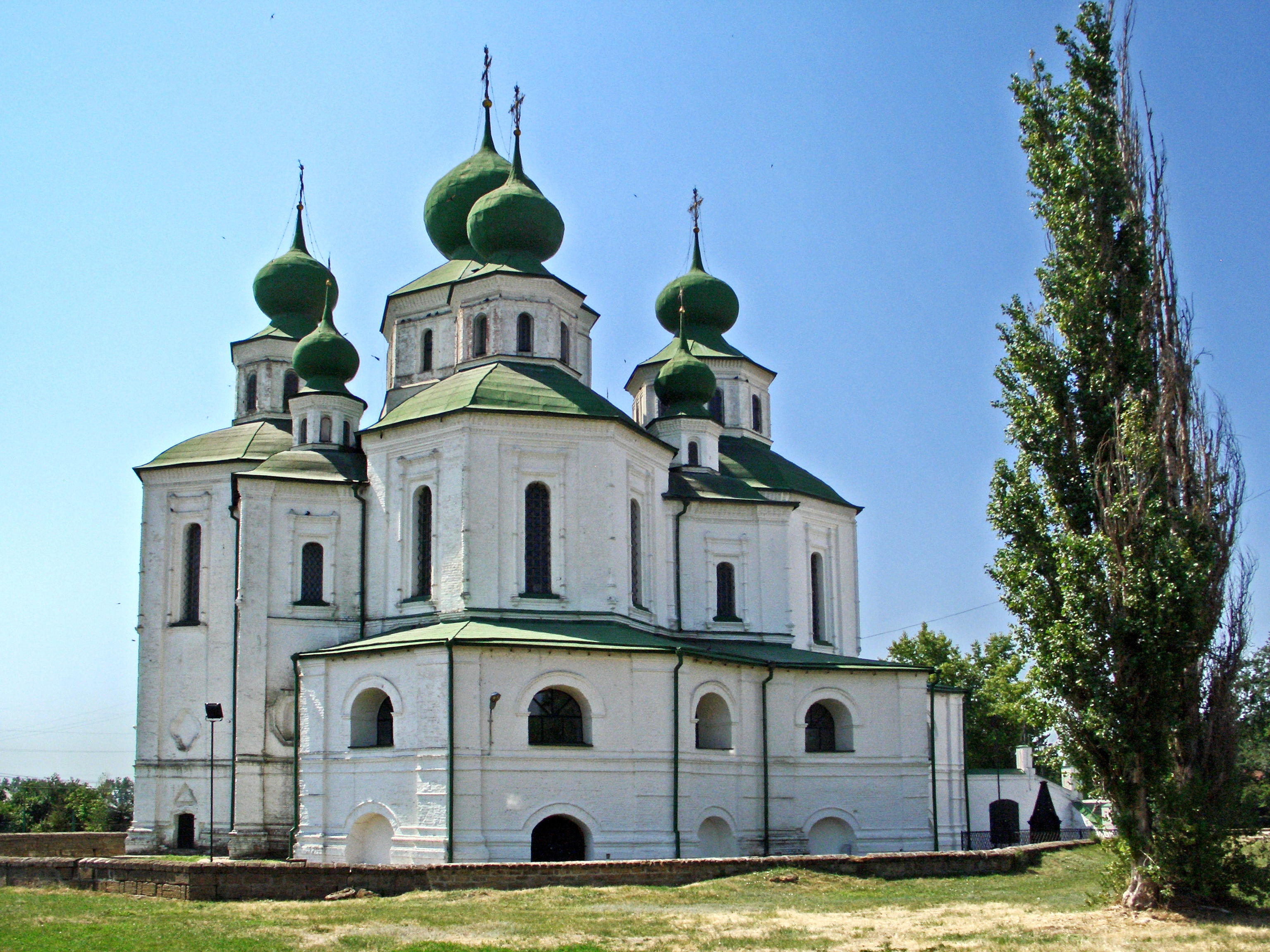
Дев'ятидільний дев'ятибанний Військовий Воскресенський собор (1706-1719) — колишній головний храм донських козаків.
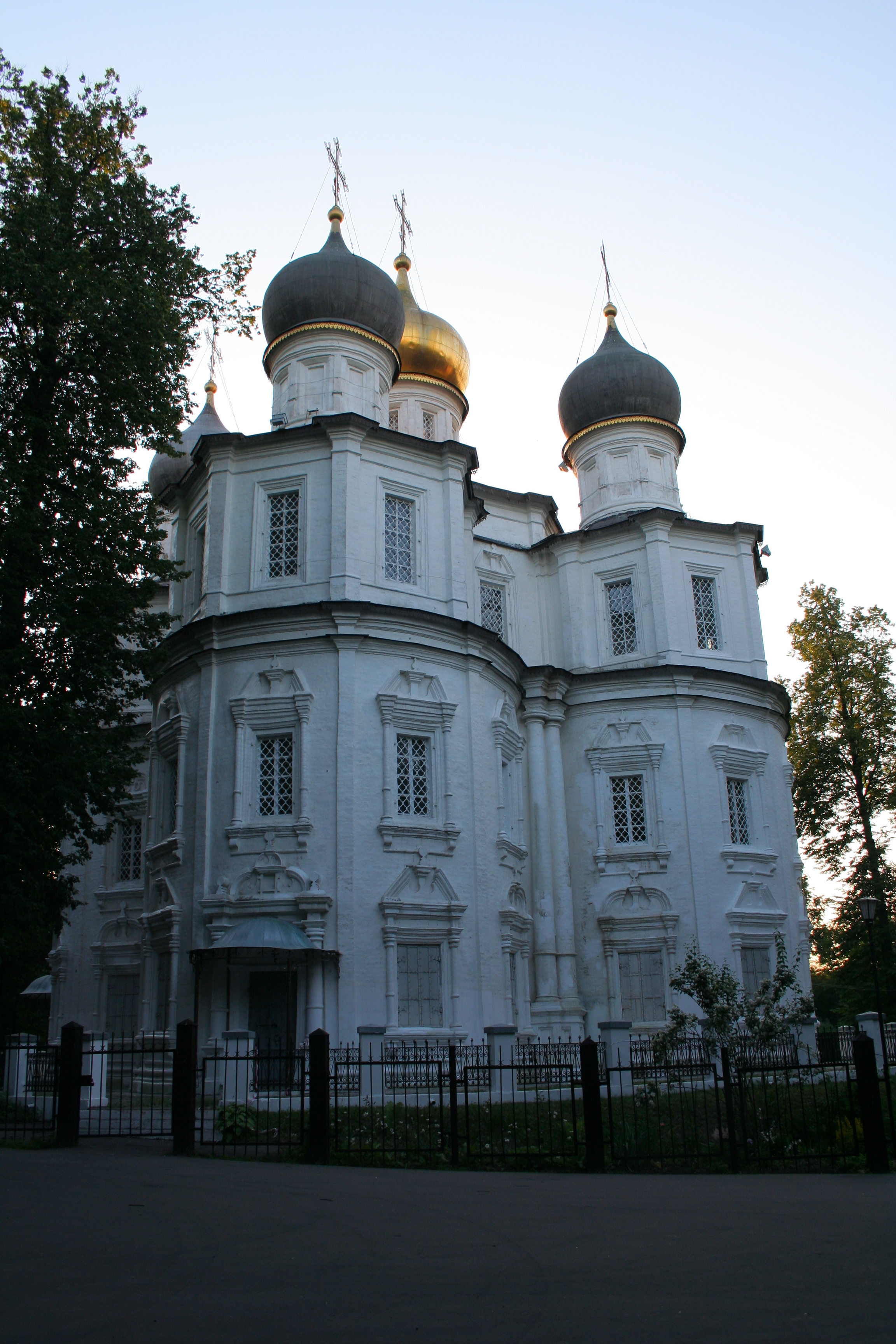
Казанська церква у Вузькому (Москва, 1697-1698) має виразні риси українського бароко
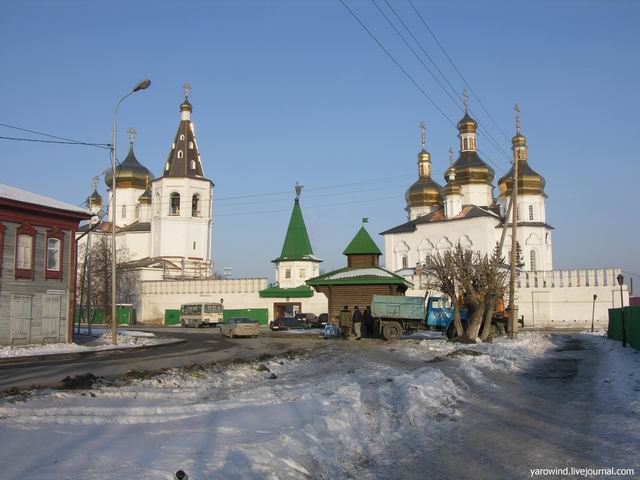
Комплекс Троїцького монастиря в Тюмені, 1710-1750-і. Закладений митрополитом Філофеєм (Лещинським) — українцем за походженням.
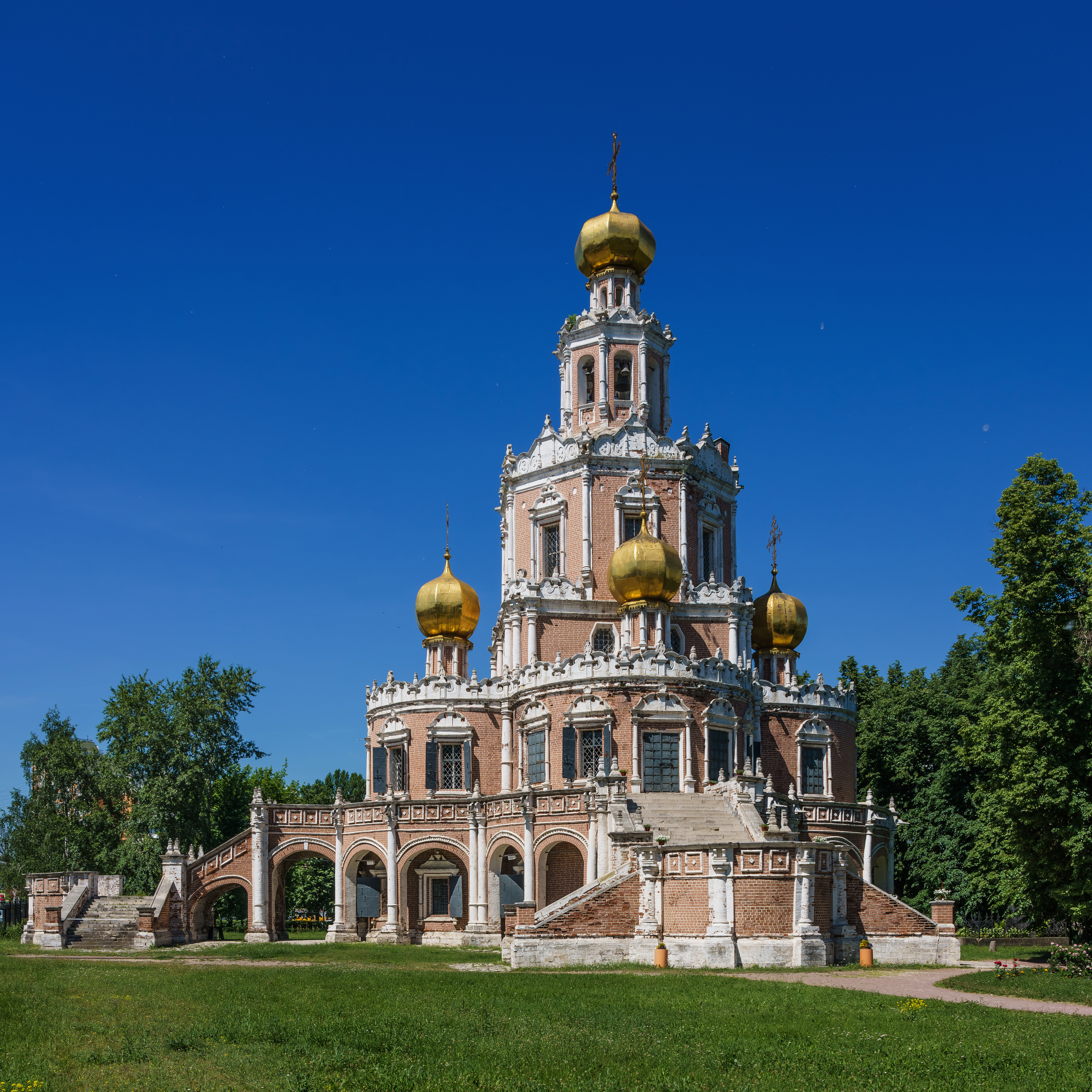
Церква Покрова у Філях під Москвою. Стиль «наришкінського бароко», що розвивався під значним впливом українського бароко.
Комплекс Троїцького монастиря в Тюмені (1715) свідчить про вплив українського зодчества на перші кам'яні споруди Сибіру

## Архітектори, причетні до українського (козацького) бароко
- Іван Григорович-Барський
- Степан Ковнір
- Іван Зарудний
- Михайло Юрасов
- Пилип Папов
- Михайло Грек
- Михайло Рудзинський
- Стефан Стабанський
- Мартин Томашевський
- А. Пирятинський
- Йоганн-Ґоттфрід Шедель
- Василь Нейолов
- Петро Нейолов
- Андрій Квасов
- Матвій Єфимов
- Йосип Старцев
- Дмитро Аксамитов
- Іоанн Баптиста (Йоганн Батист Зауер)
- Григорій Устинов

## Підсумок
Період, що був після ренесансу, названий бароко, довго сприймався як відхилення від канонізованих норм естетики попередньої епохи, мав на собі тавро чогось химерного, негармонійного.
Дух епохи бароко в Україні стверджували великі національні зрушення, козацькі звитяги, повстання проти поневолювачів, боротьба проти національного та релігійного утиску.
Бароко мало синтетичний характер, охопивши всі сфери духовної культури — архітектуру, літературу, образотворче і прикладне мистецтво, музику, театр. Це був універсальний стиль, особливості якого закономірно і глибоко виявилися в багатьох ланках духовного життя суспільства.
Українське бароко 17 ст. називають «козацьким», тому що саме козацтво було носієм нового художнього смаку. Будучи насамперед величезною військовою і значною суспільно-політичною силою, воно виявилось також здатним утворити власне творче середовище й виступати на кону духовного життя народу ще й як творець самобутніх художніх цінностей.
Українське козацьке бароко розвивалось під впливом норм естетики, з одного боку — європейського бароко, з другого — народної. Разом з тим воно є ланкою в розвитку загальноєвропейської культури, становлячи одну з національних шкіл цього великого художнього стилю.

## Цивільна архітектура
Найвідоміший приклад цивільної архітектури українського бароко — Чернігівський колегіум (1700—1702). Збереглися також житлові будинки козацької старшини (як, наприклад, будинок полковника Лизогуба в Чернігові, палати гетьмана Мазепи під Рильськом) і монастирські трапезні (найраніший приклад — в Троїце-Іллінському монастирі, 1677—1679).

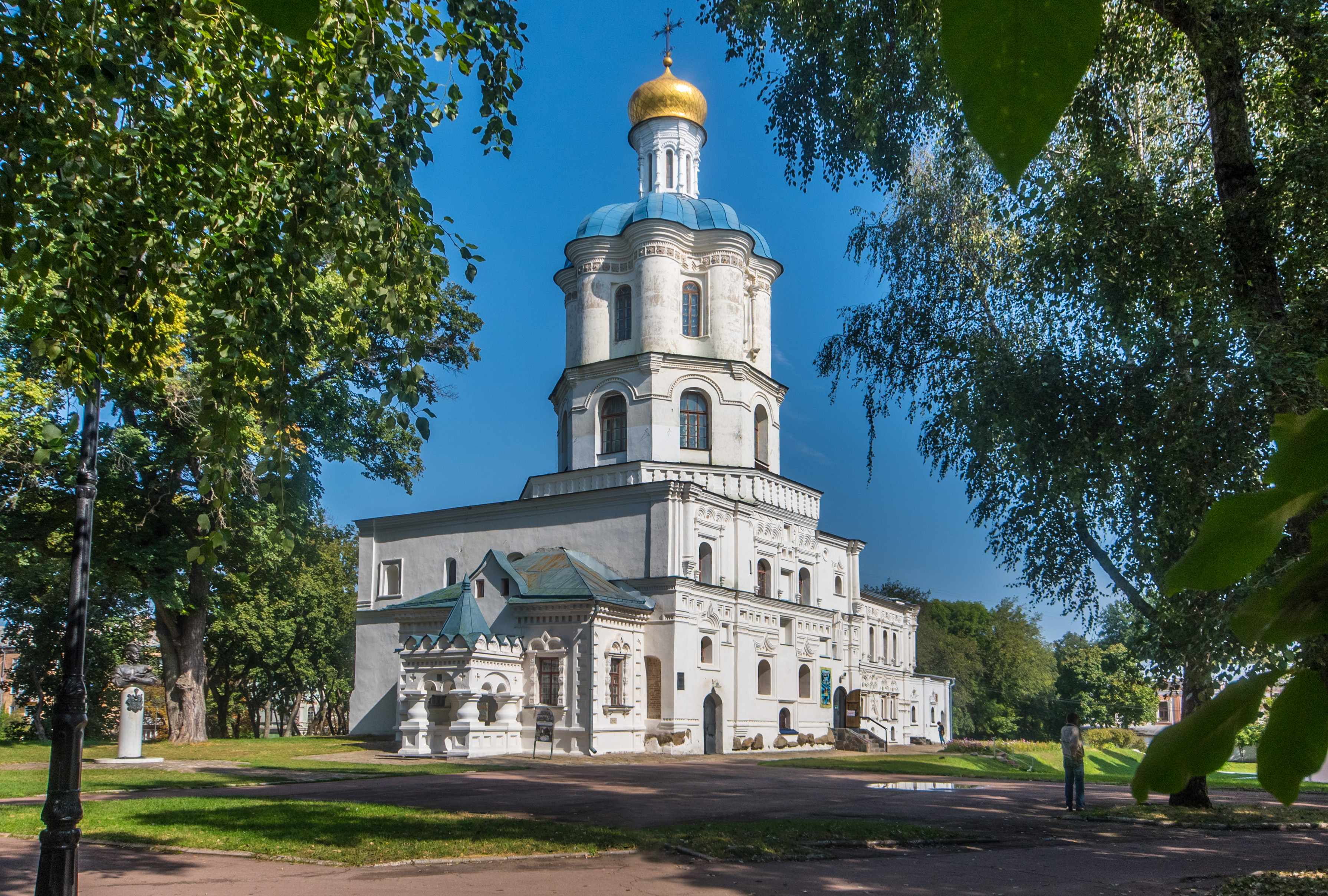
Вежа-дзвіниця Чернігівського колегіуму (1702)
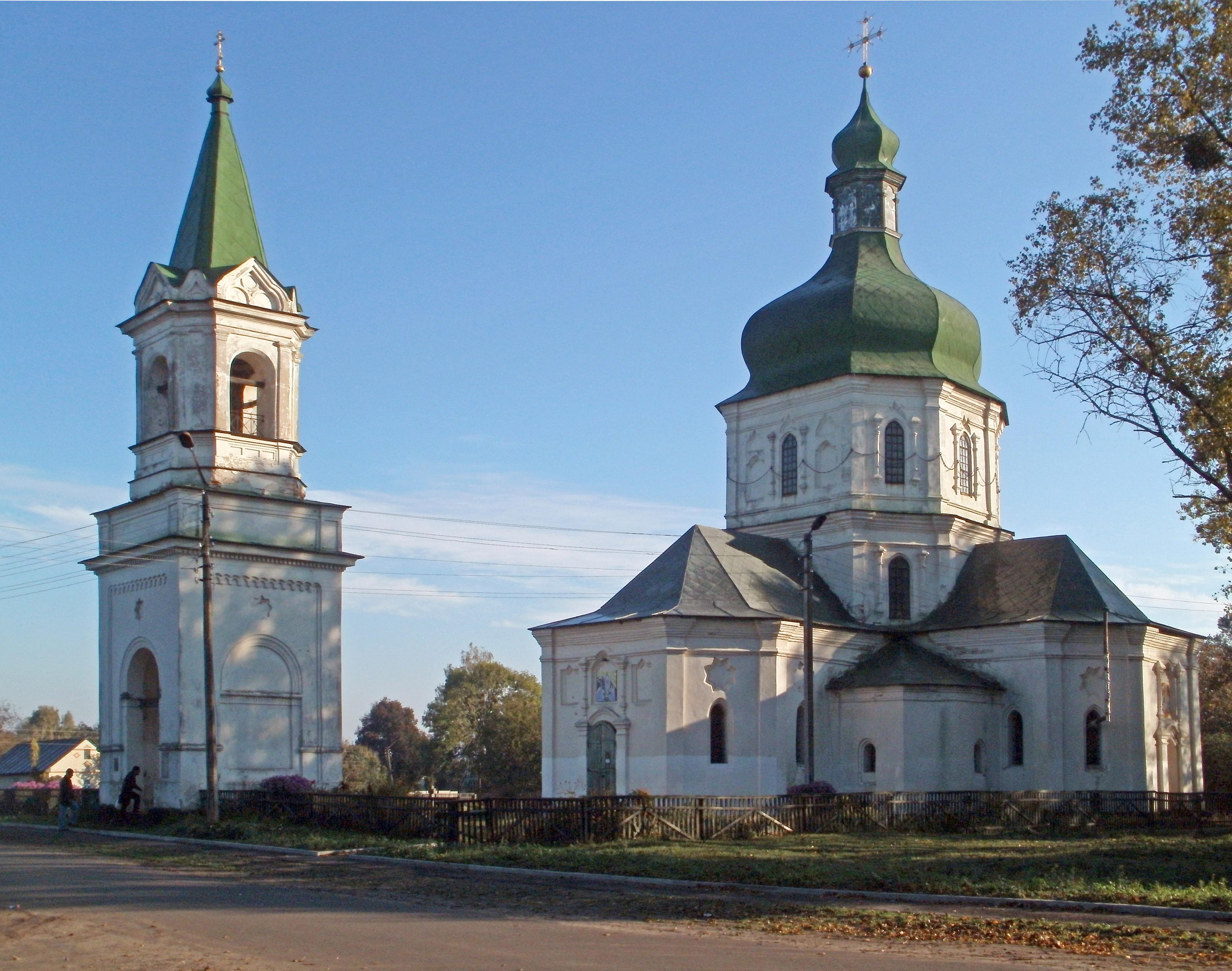
Церква-усипальниця Лизогубів в Седневі (1690)
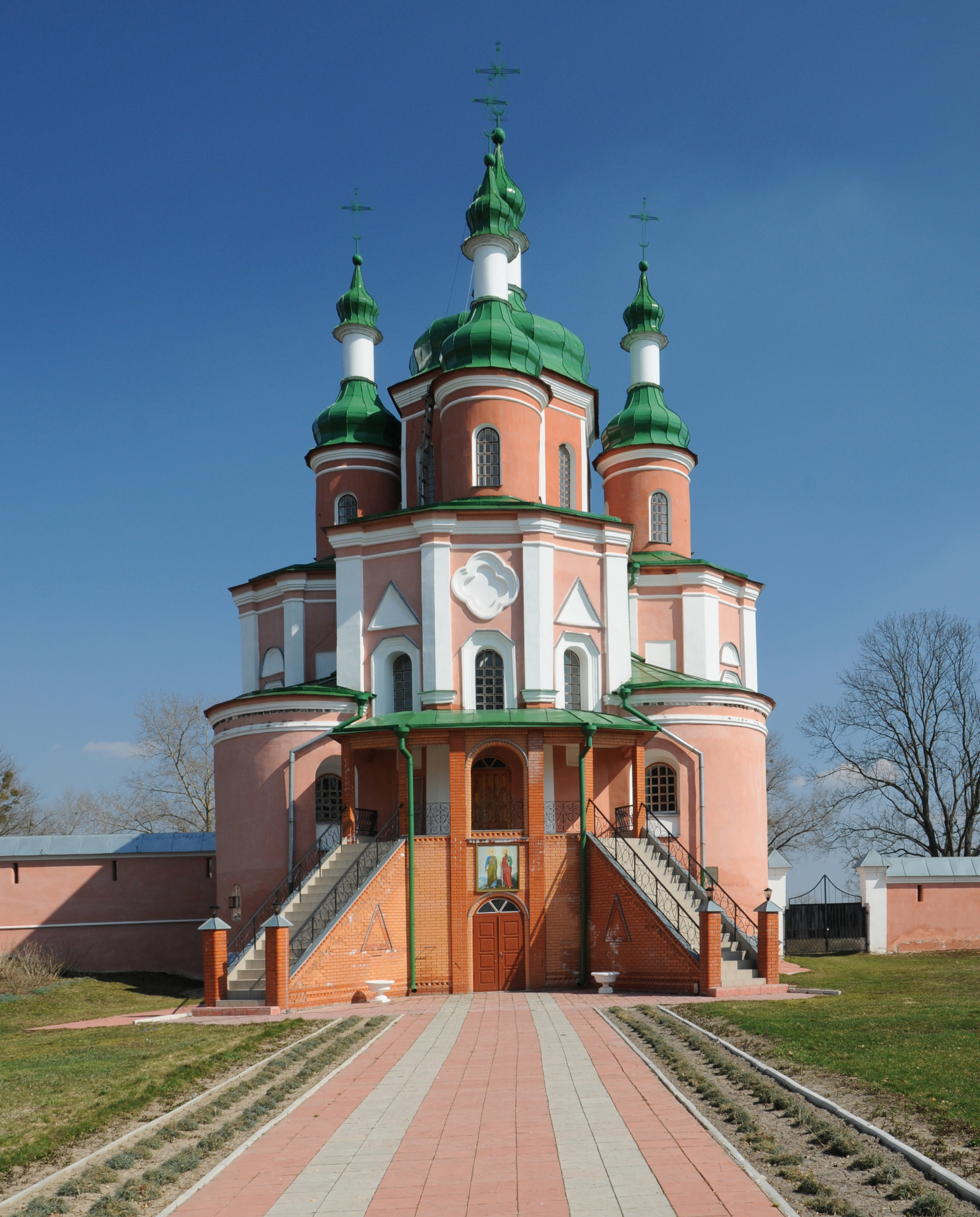
Петропавлівська церква Густинського монастиря (1693)
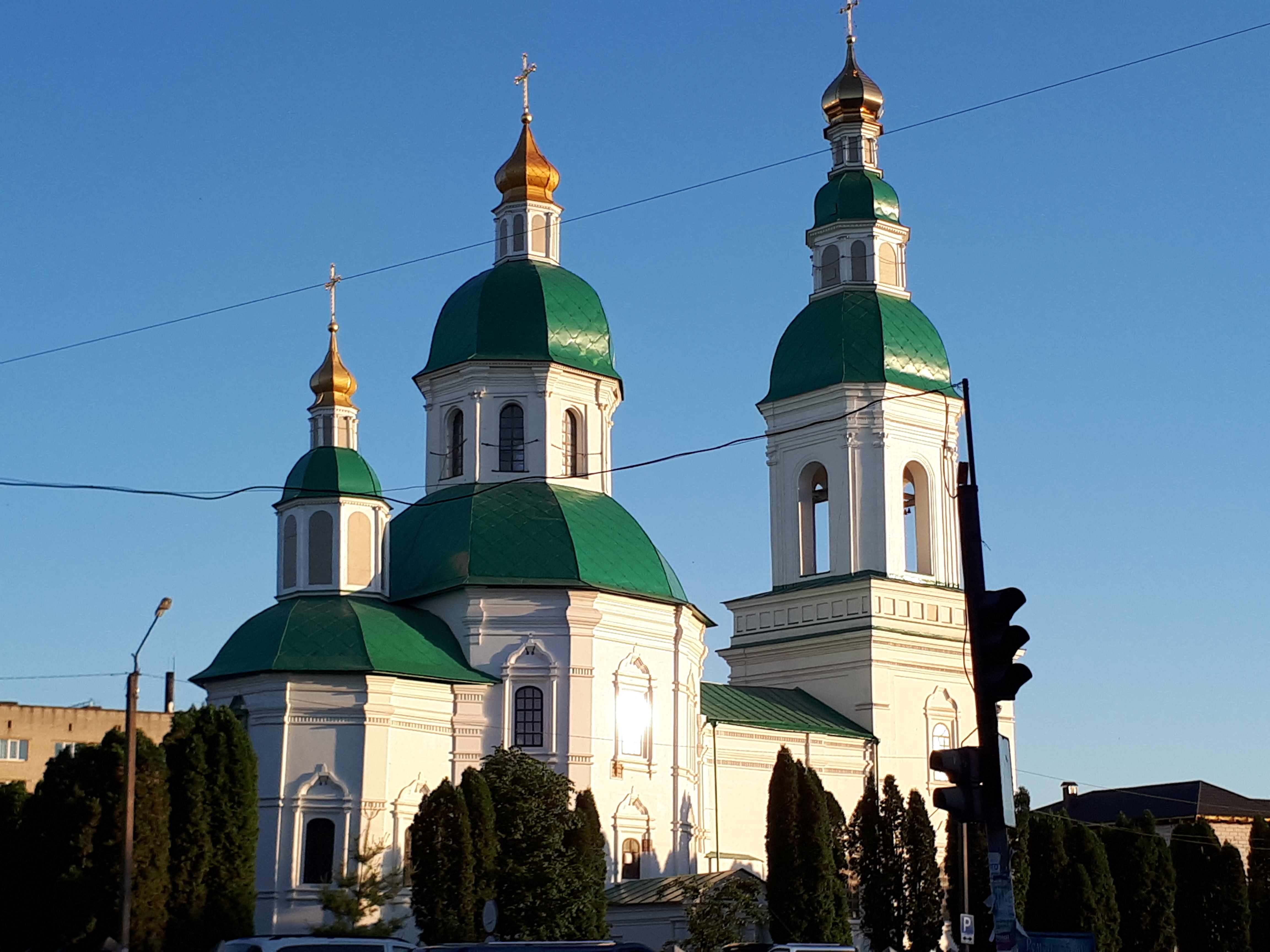
Миколаївська церква в Глухові (1693)
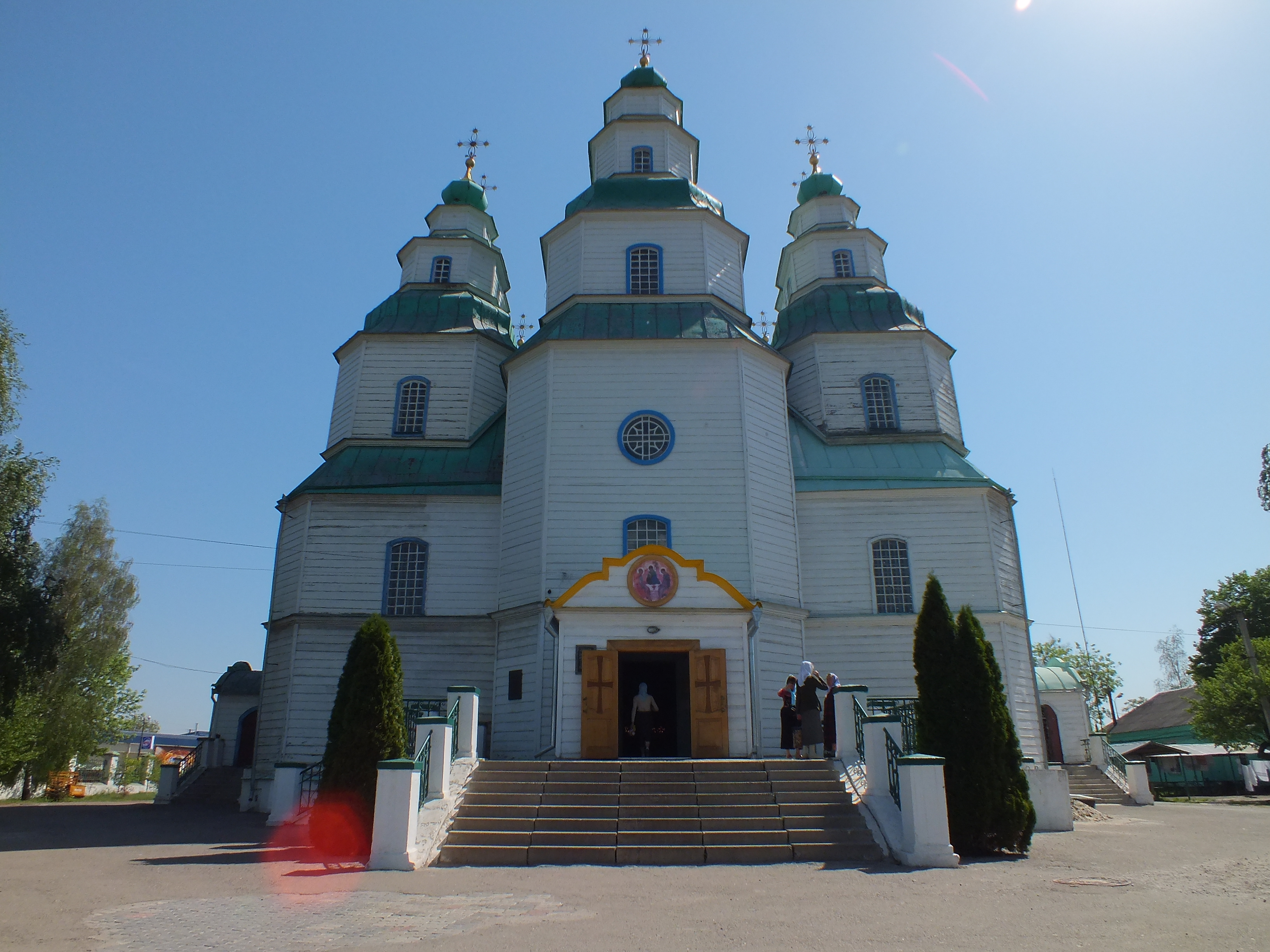
Дерев'яний Троїцький собор в Самар

## Галерея

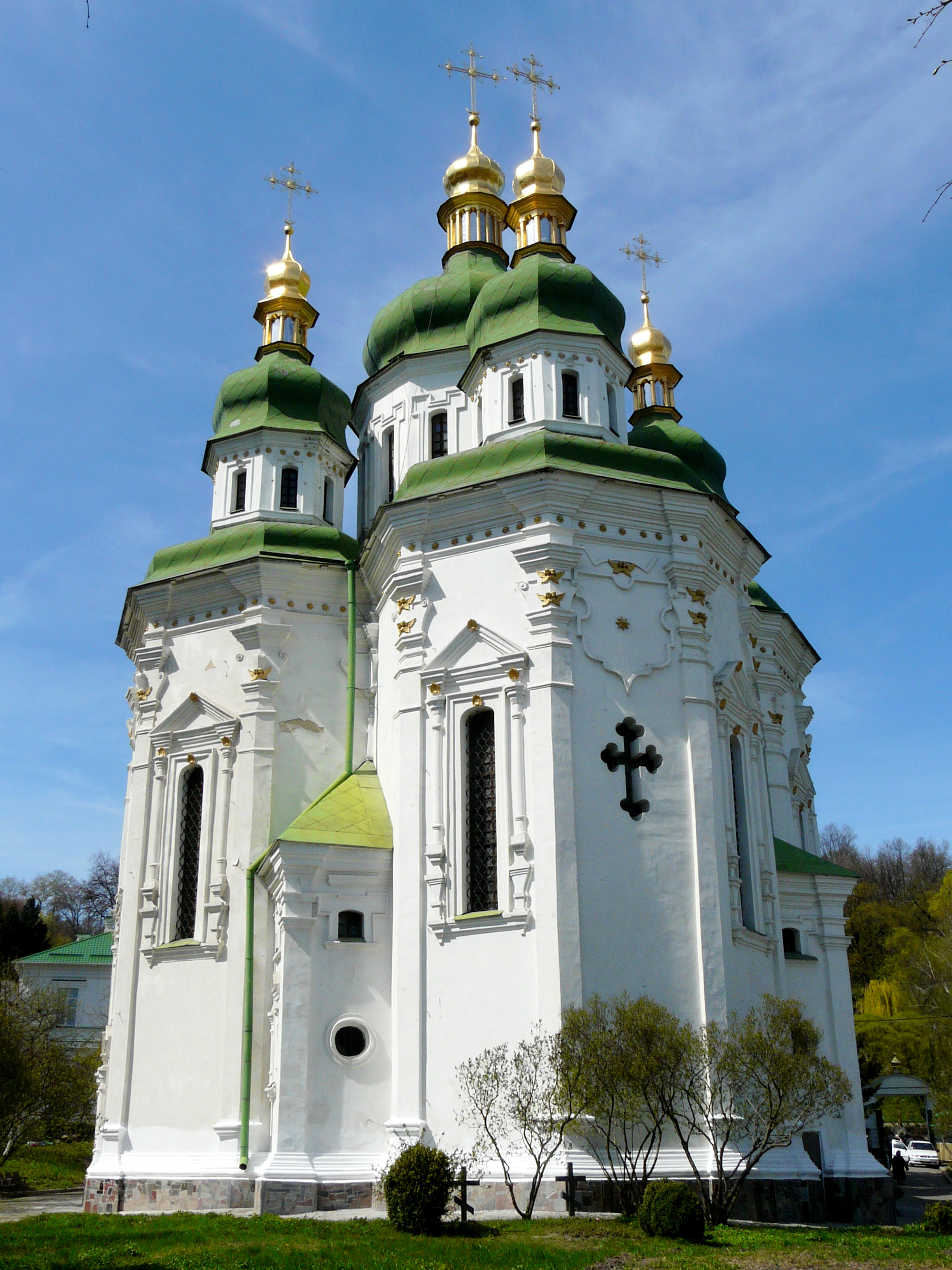
Георгіївська церква Видубицького монастиря в Києві. 1696
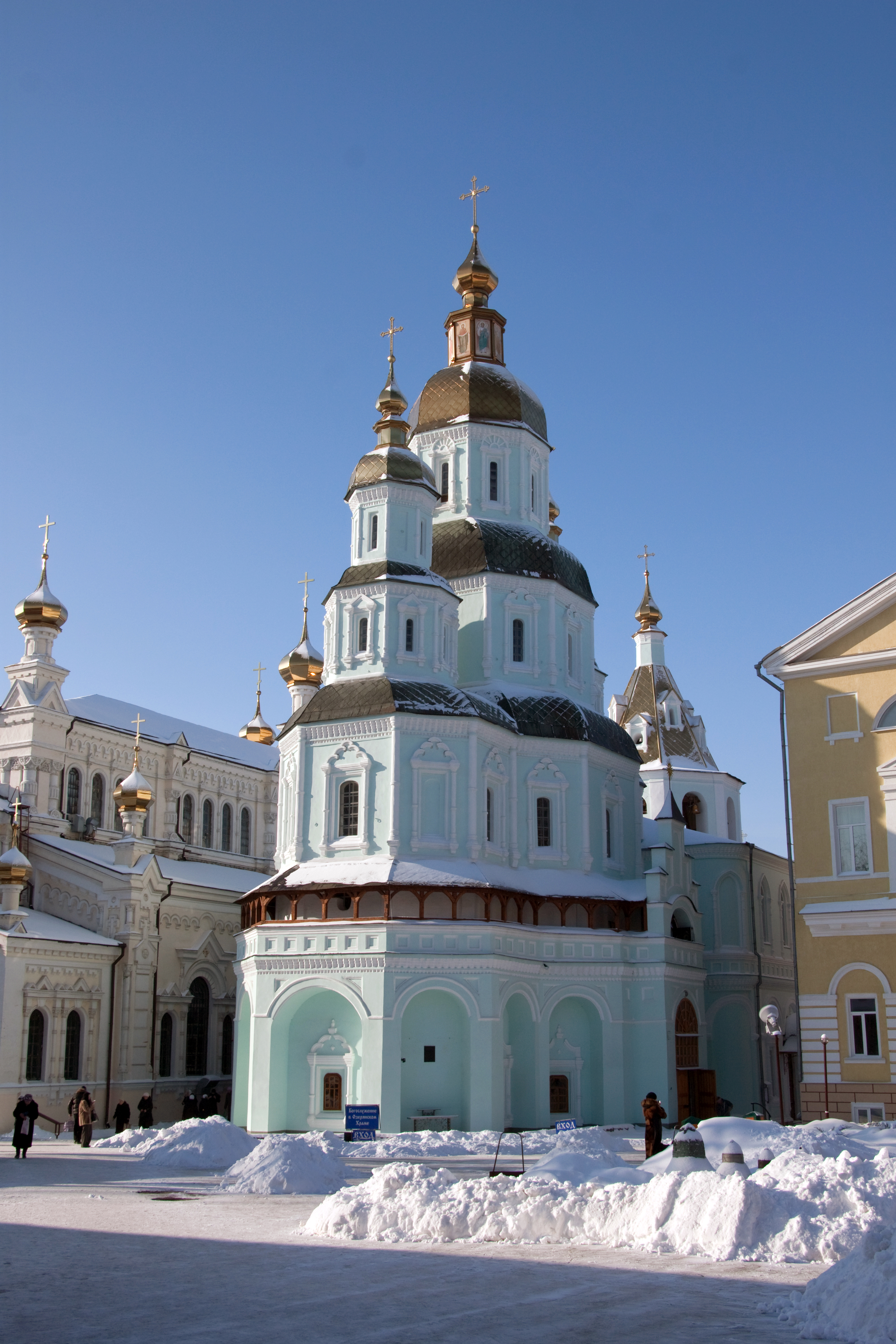
Тризубоподібний Покровський собор (Харків). 1689
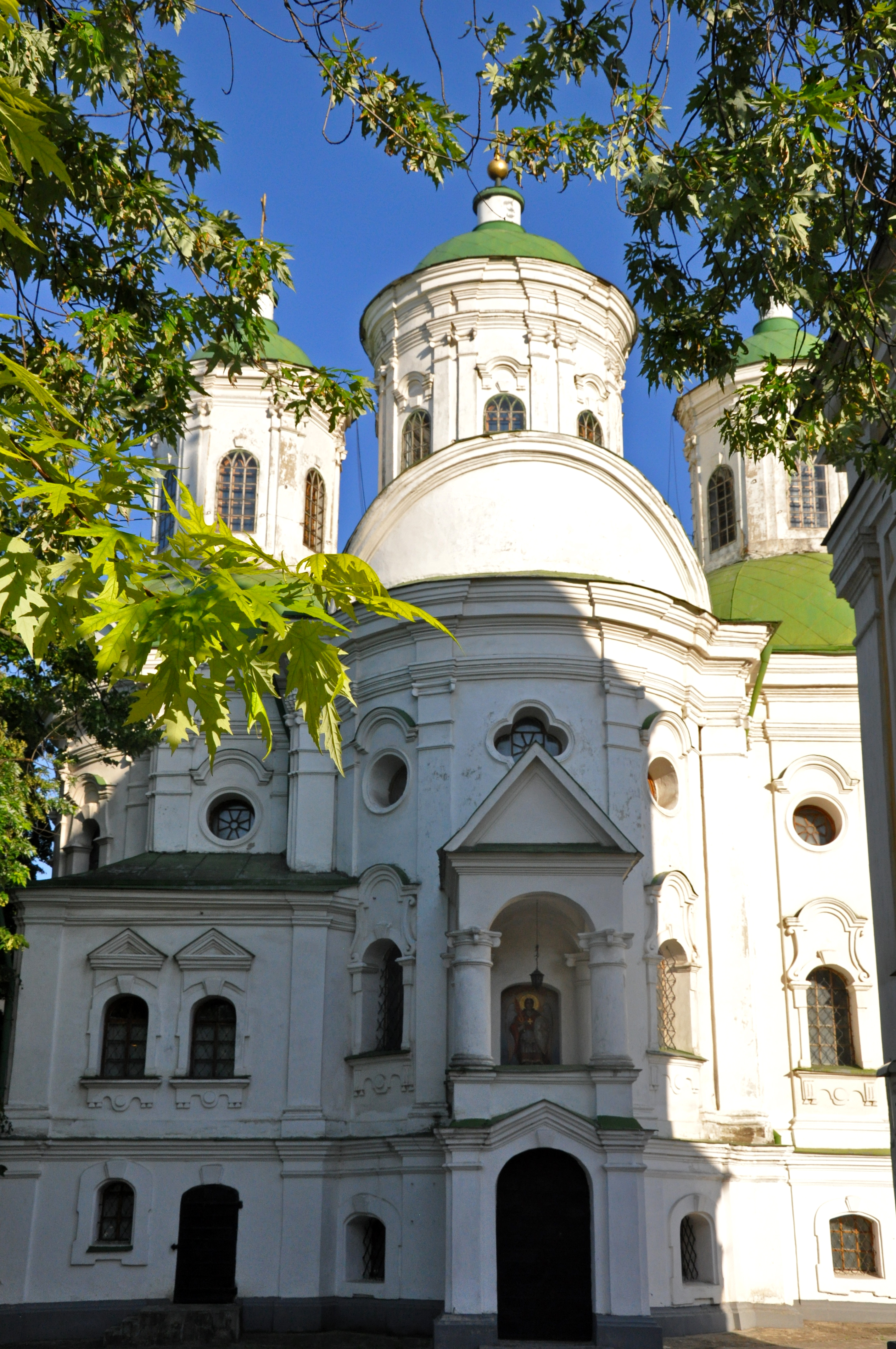
Тризубоподібна Покровська церква (Київ). 1766
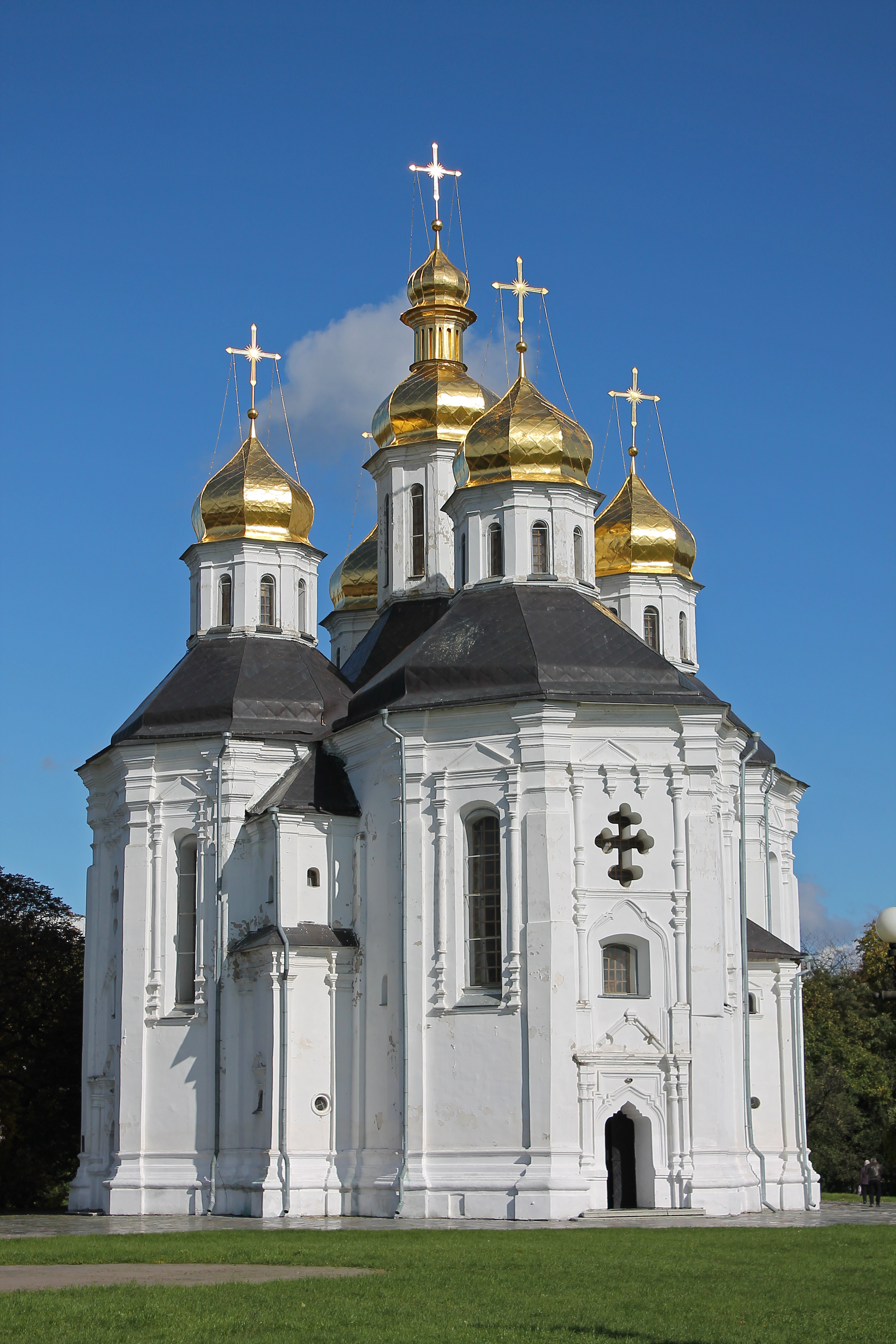
Катерининська церква в м. Чернігів. 1715
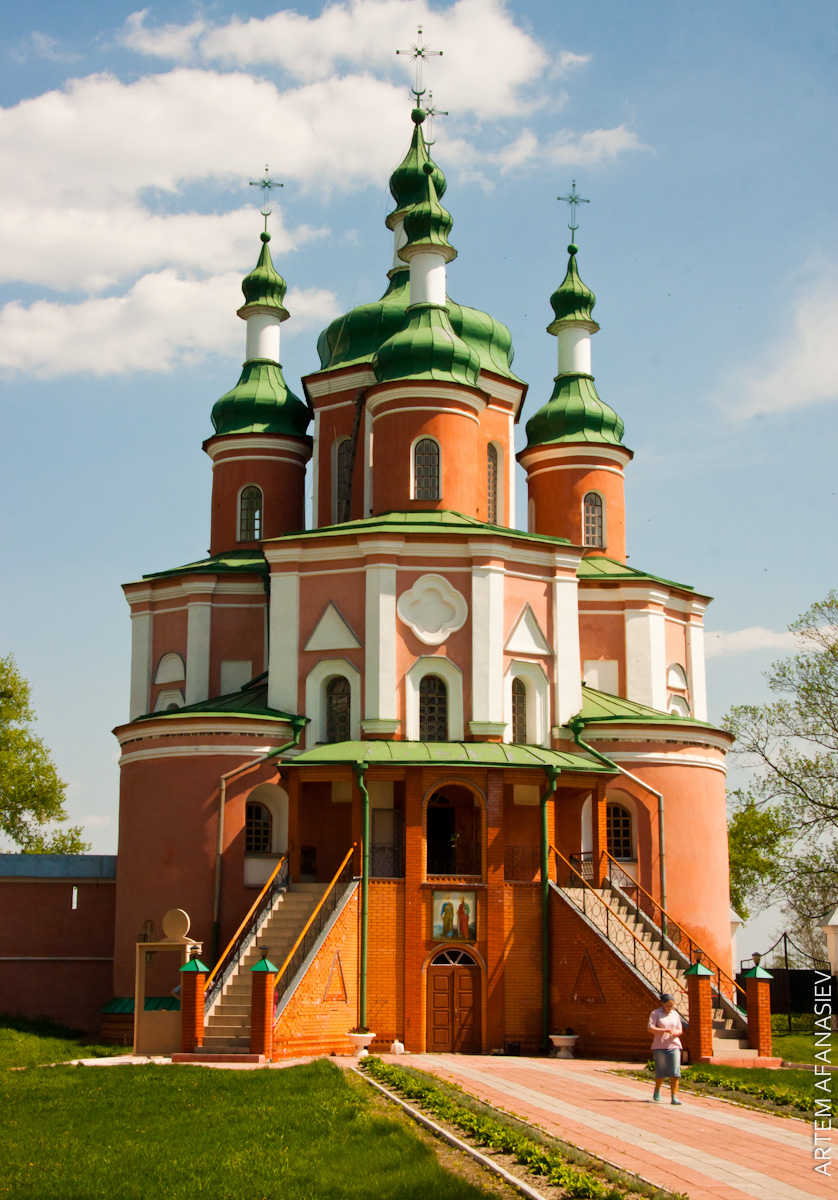
Петропавлівська церква Густинського монастиря на Чернігівщині. 1693
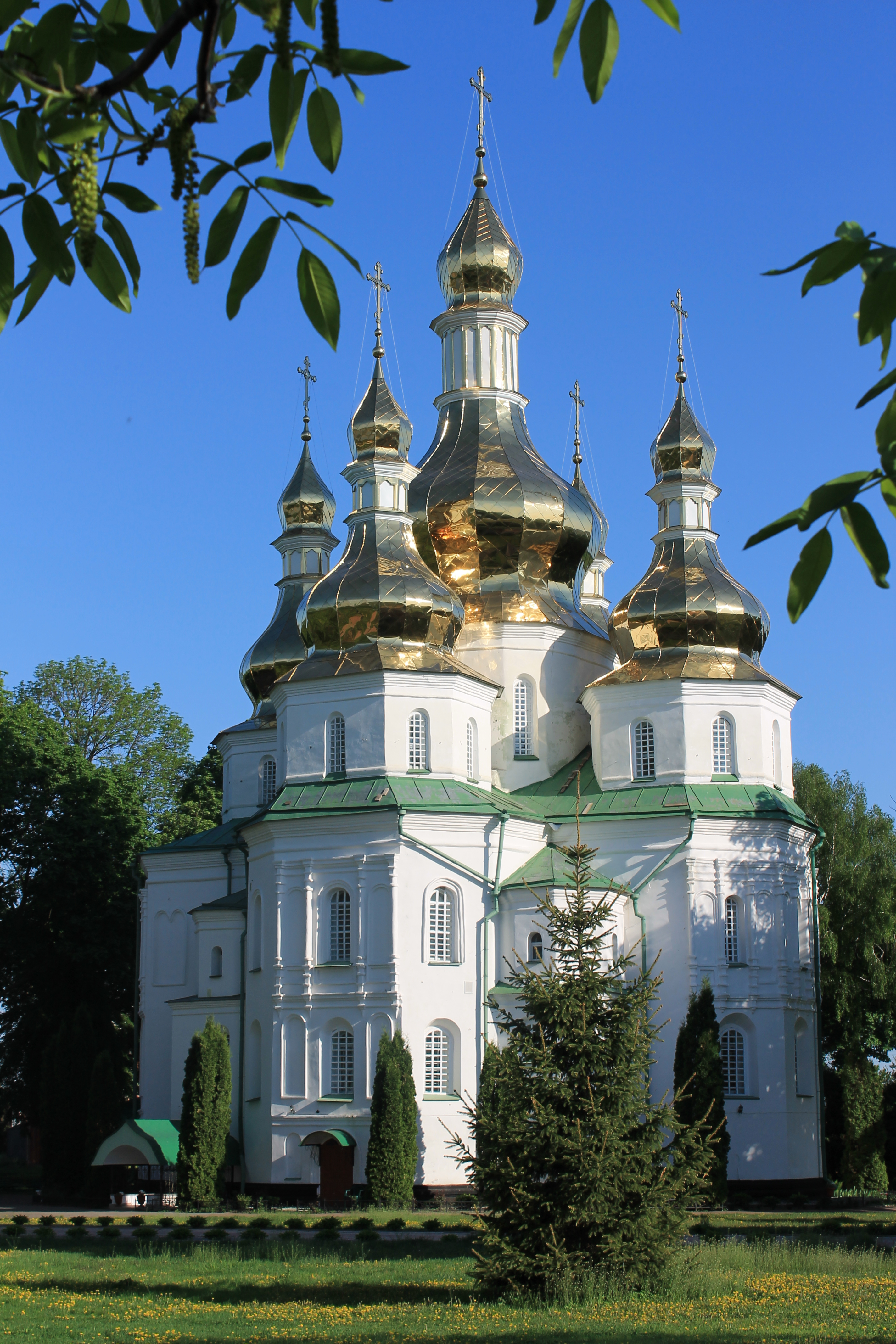
Троїцька церква Густинського монастиря на Чернігівщині. 1674
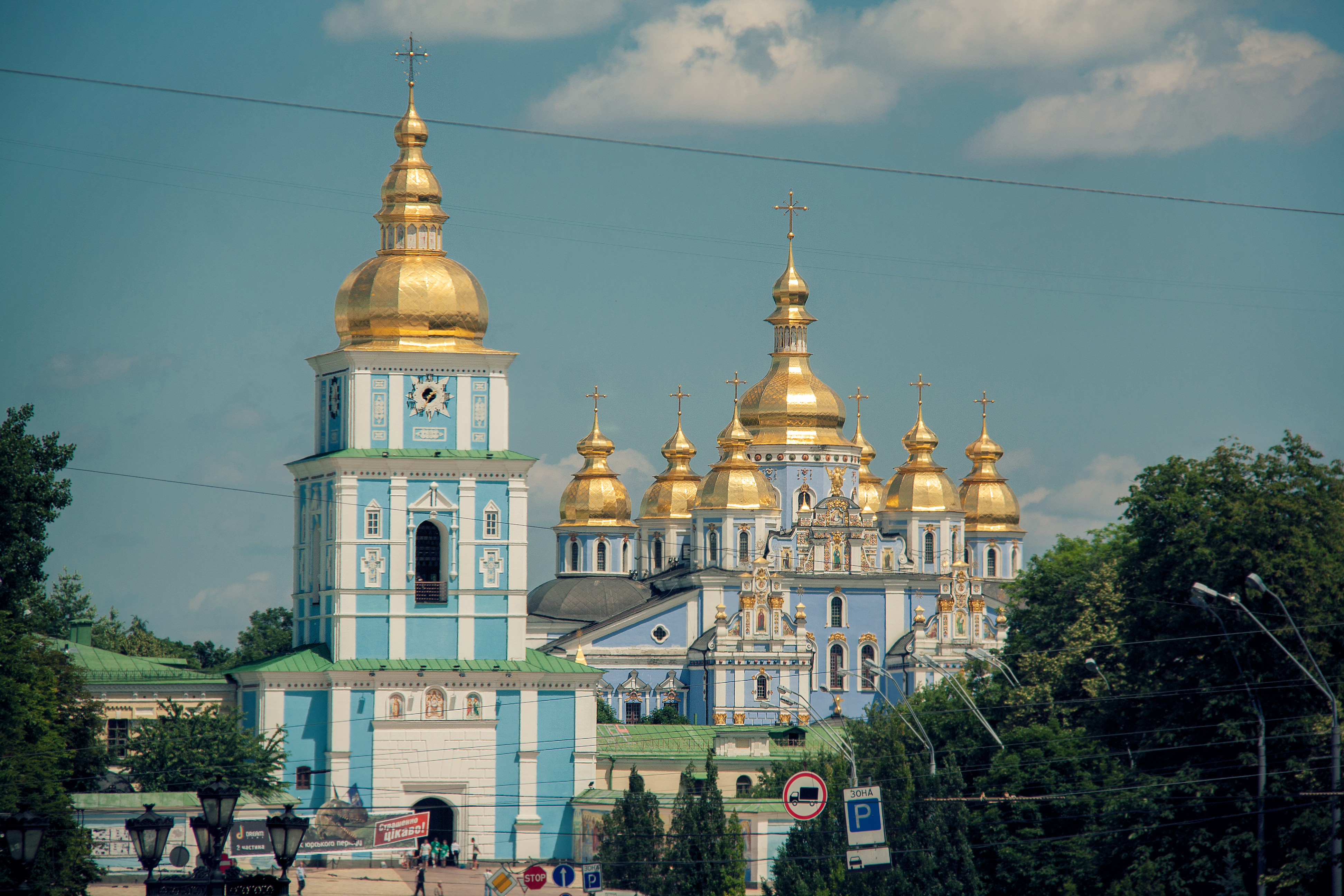
Михайлівський Золотоверхий монастир. 1108–1113
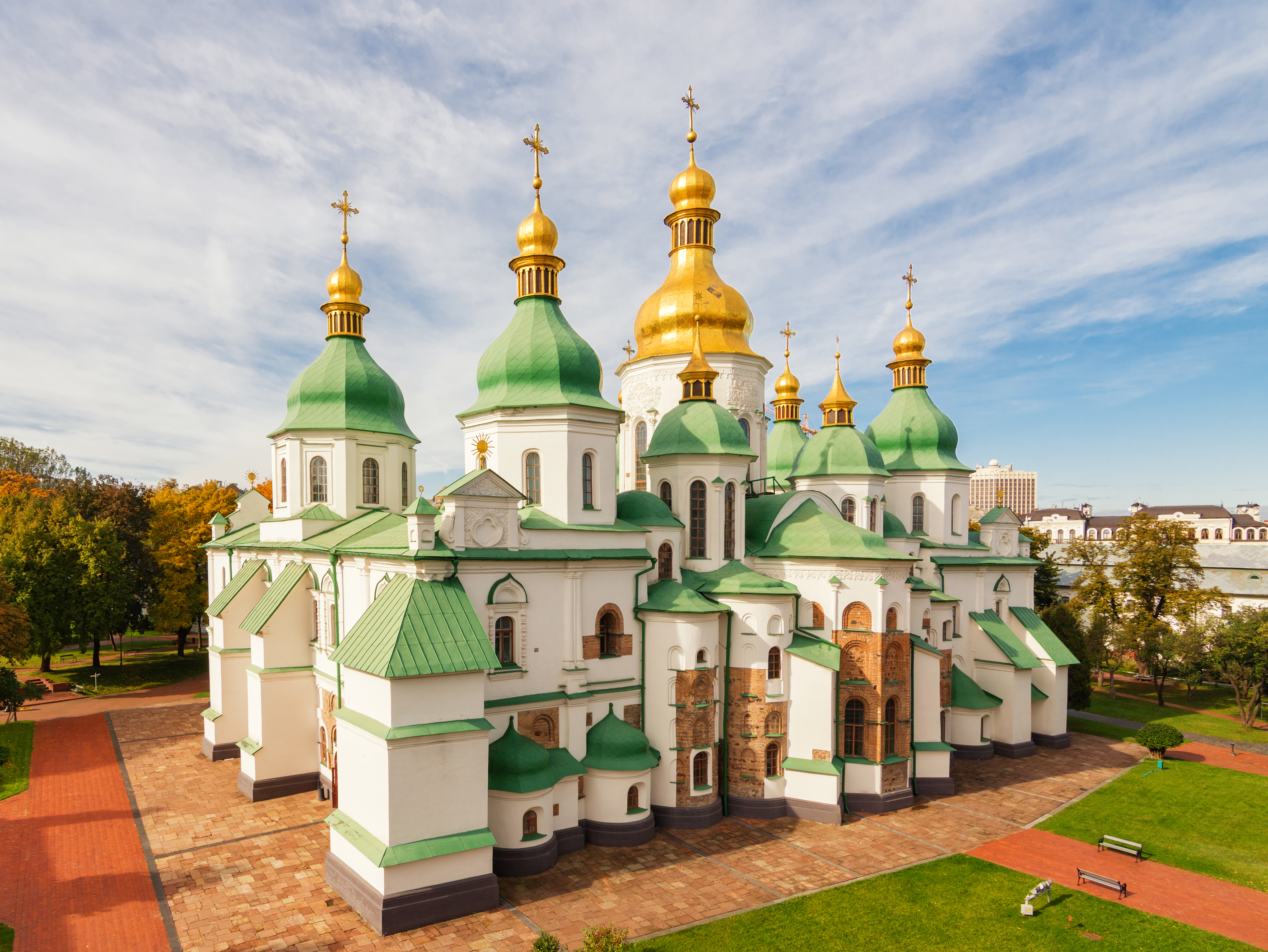
Софія Київська
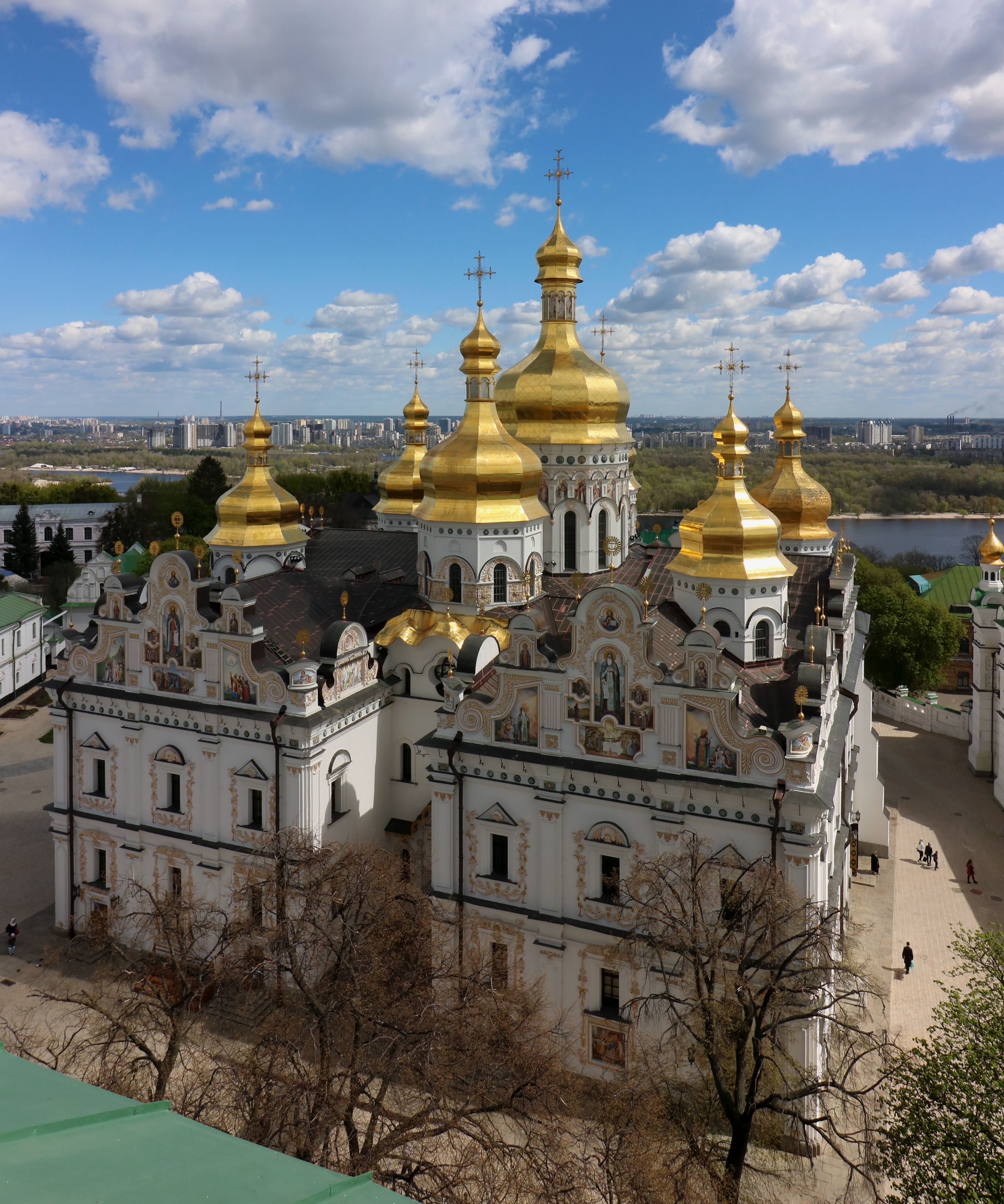
Успенський собор Києво-Печерської лаври
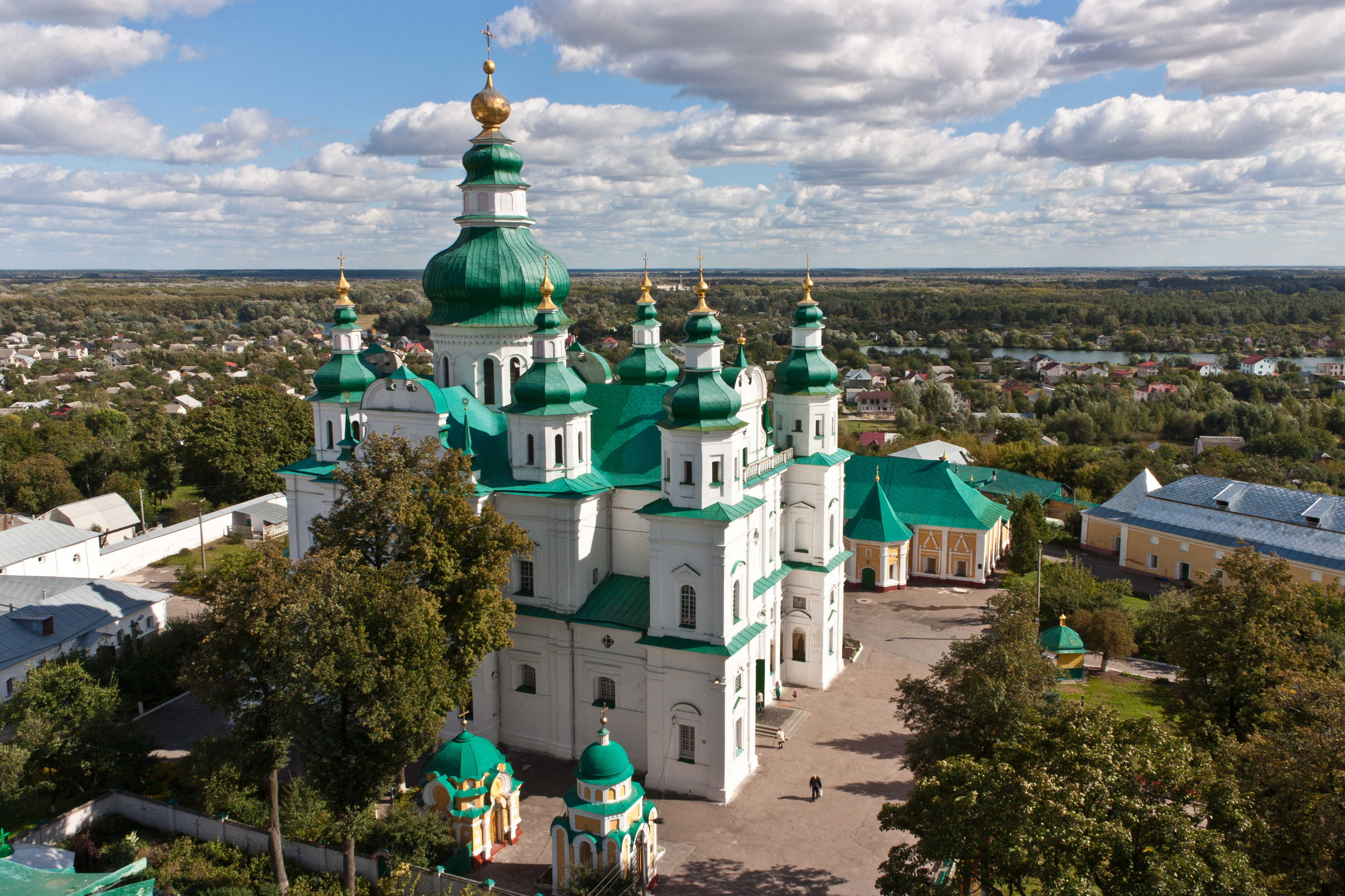
Троїцька церква, Чернігів
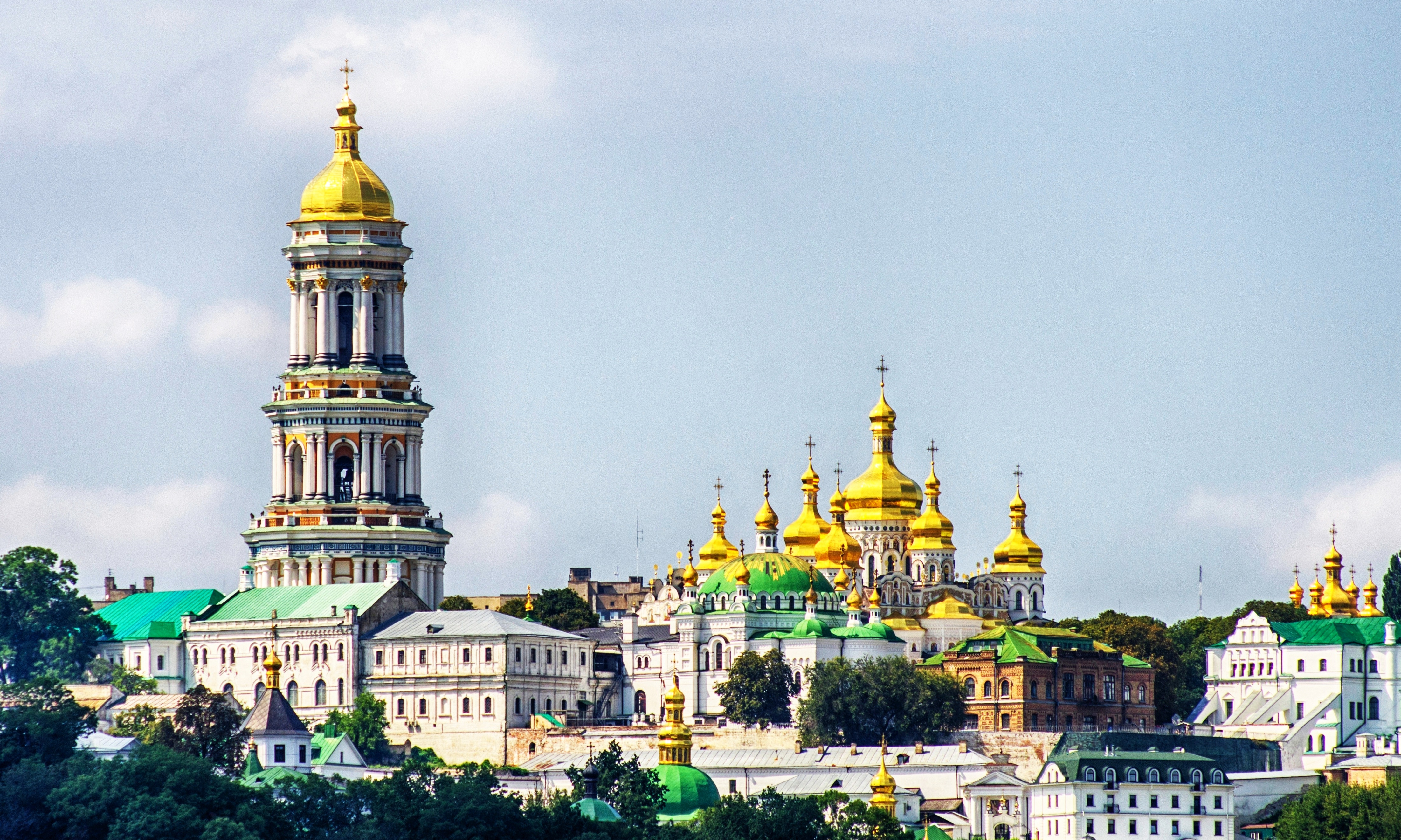
Києво-Печерська лавра
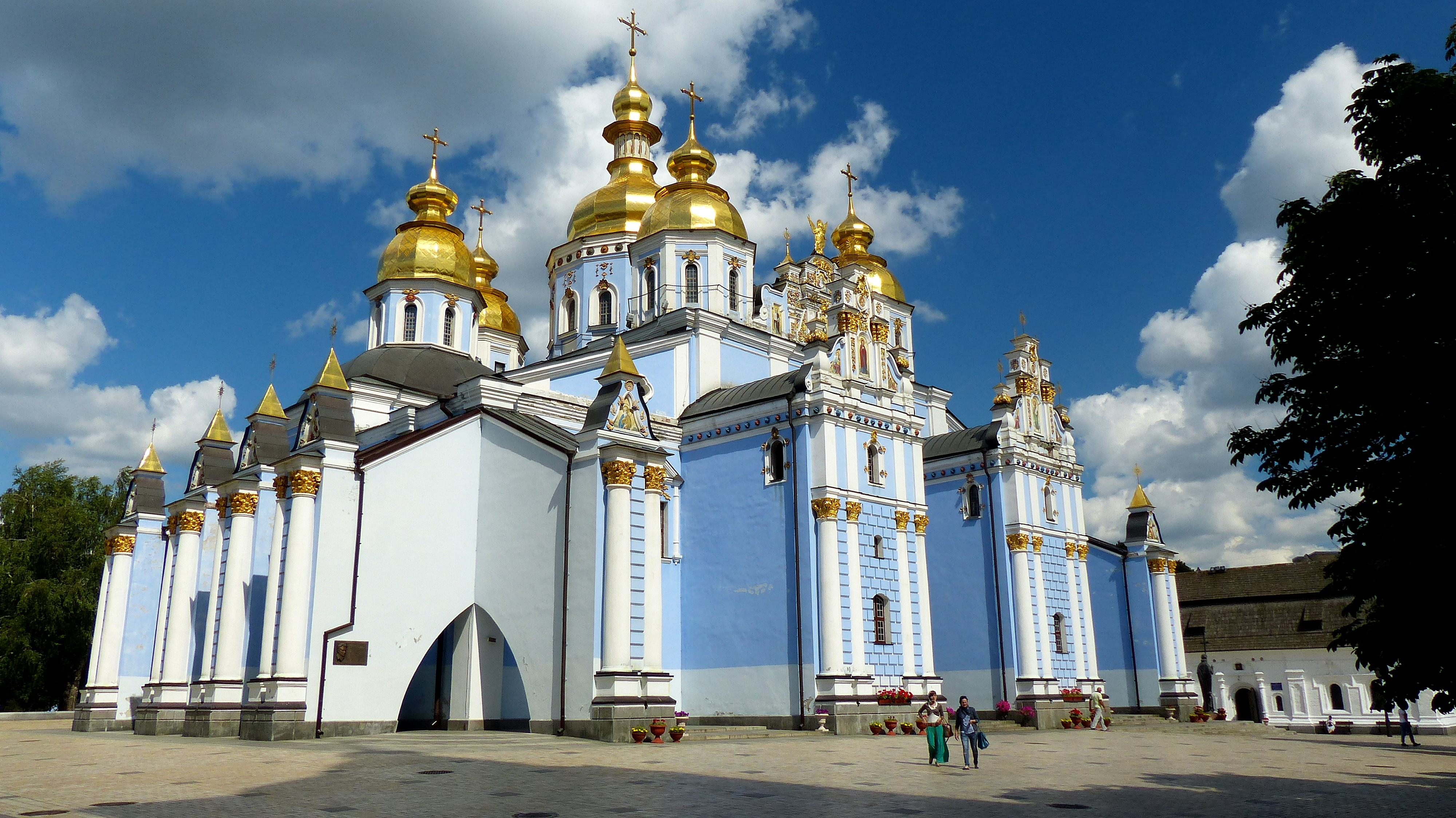
Михайлівський Золотоверхий собор
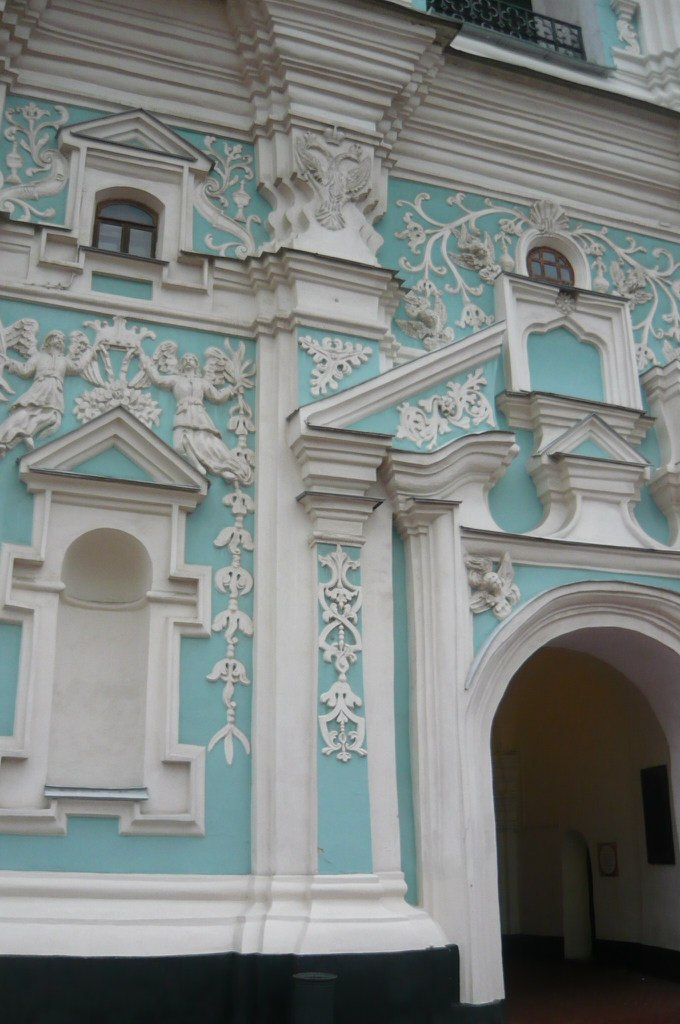
Фрагмент декору дзвіниці Софії Київської
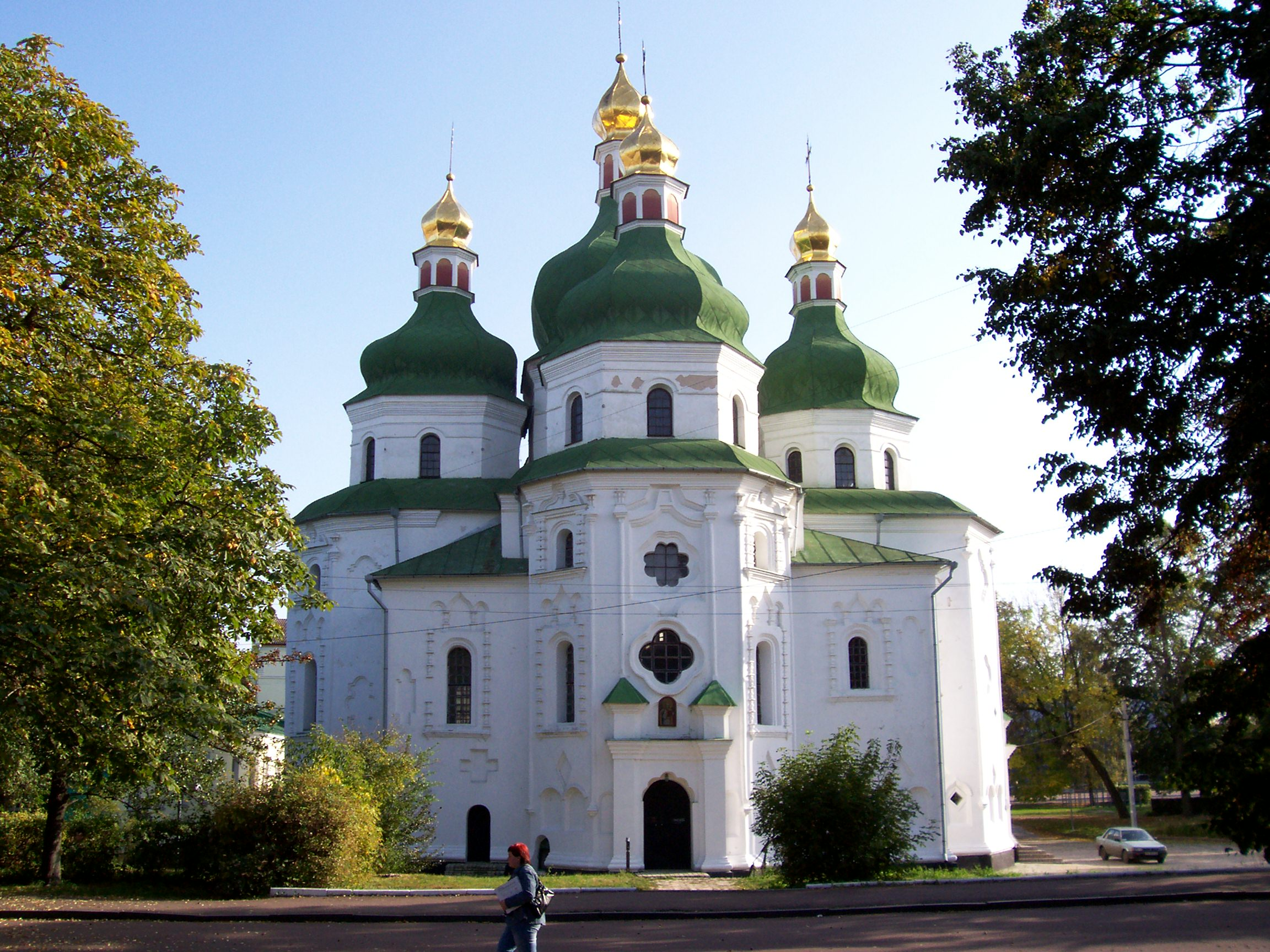
Миколаївський собор в Ніжині — серед перших архітектурних пам'яток бароко в Україні (1653 рік)
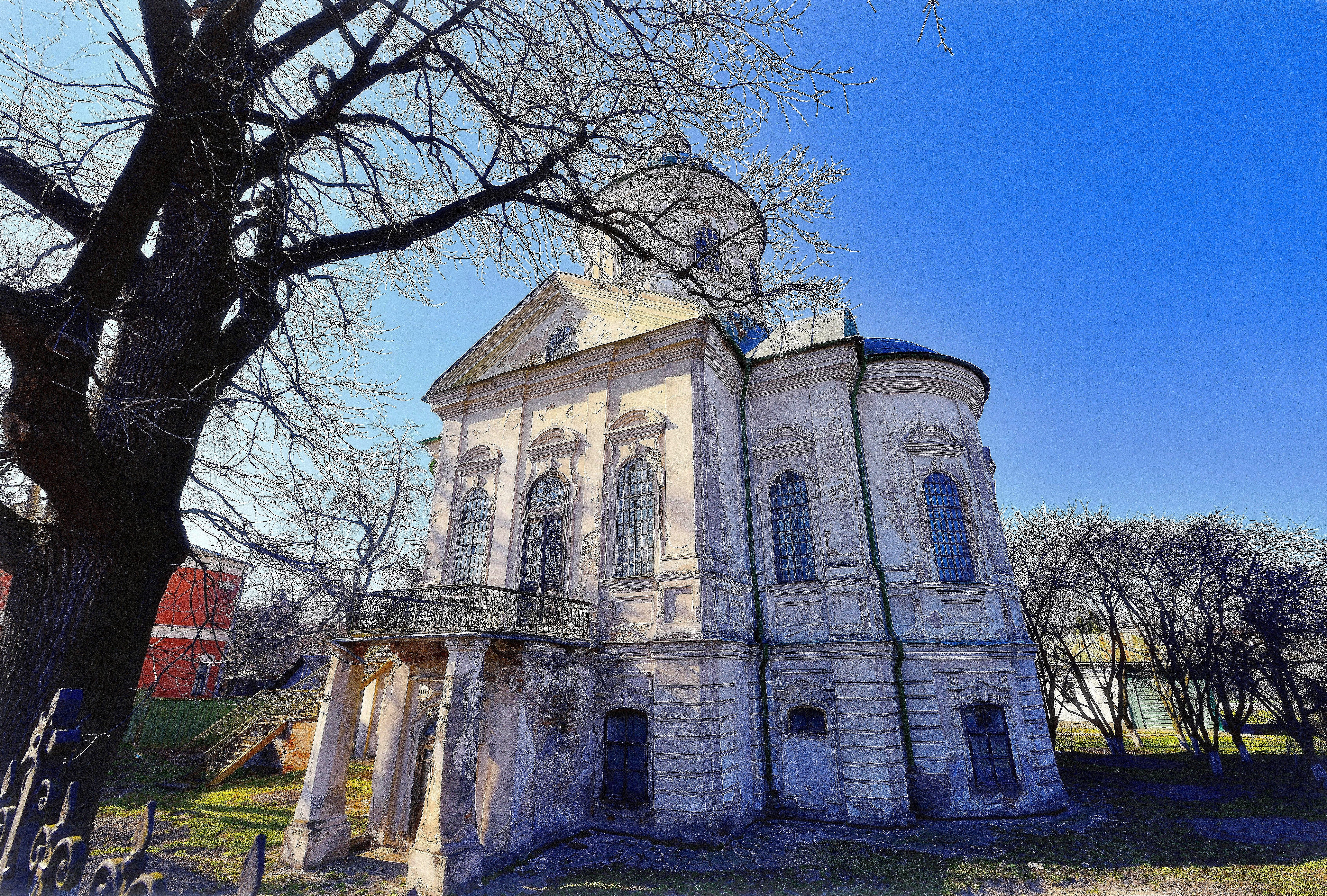
В ніжинській церкві Івана Богослова (1757, арх. Григорович-Барський Іван Григорович ) помітний перехід від бароко до класицизму
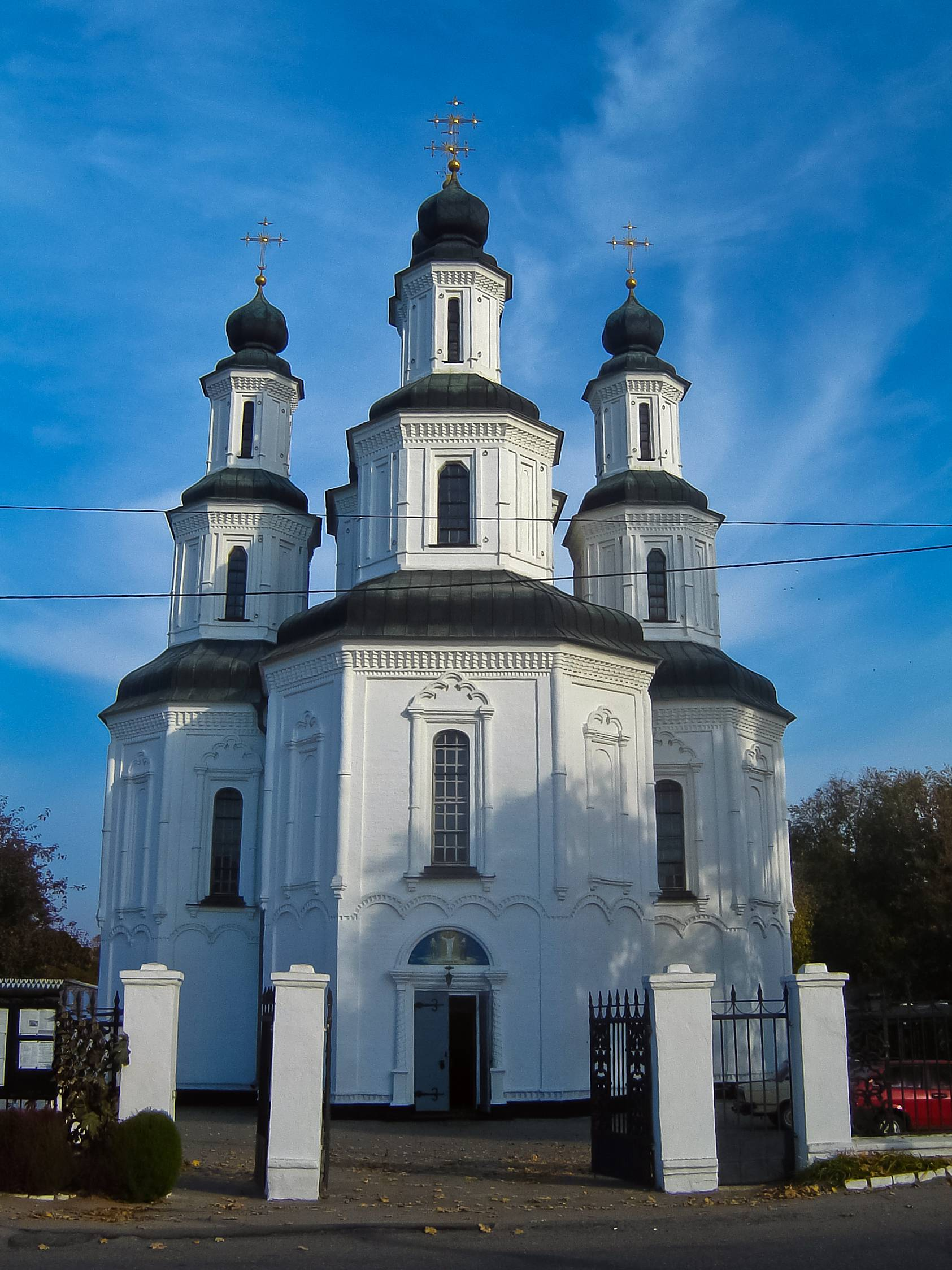
Преображенський собор в Ізюмі. 1682
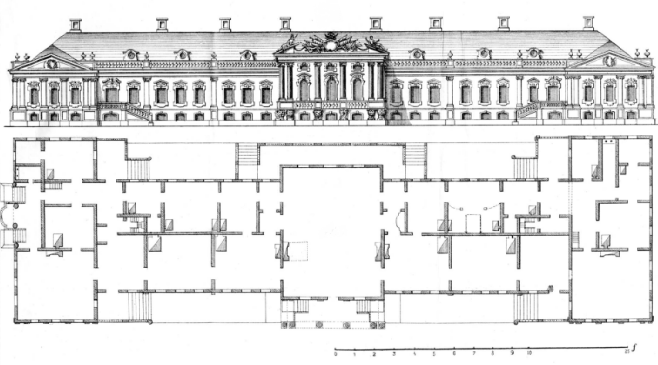
Глухів. Палац для Кирила Розумовського, проект і фасад
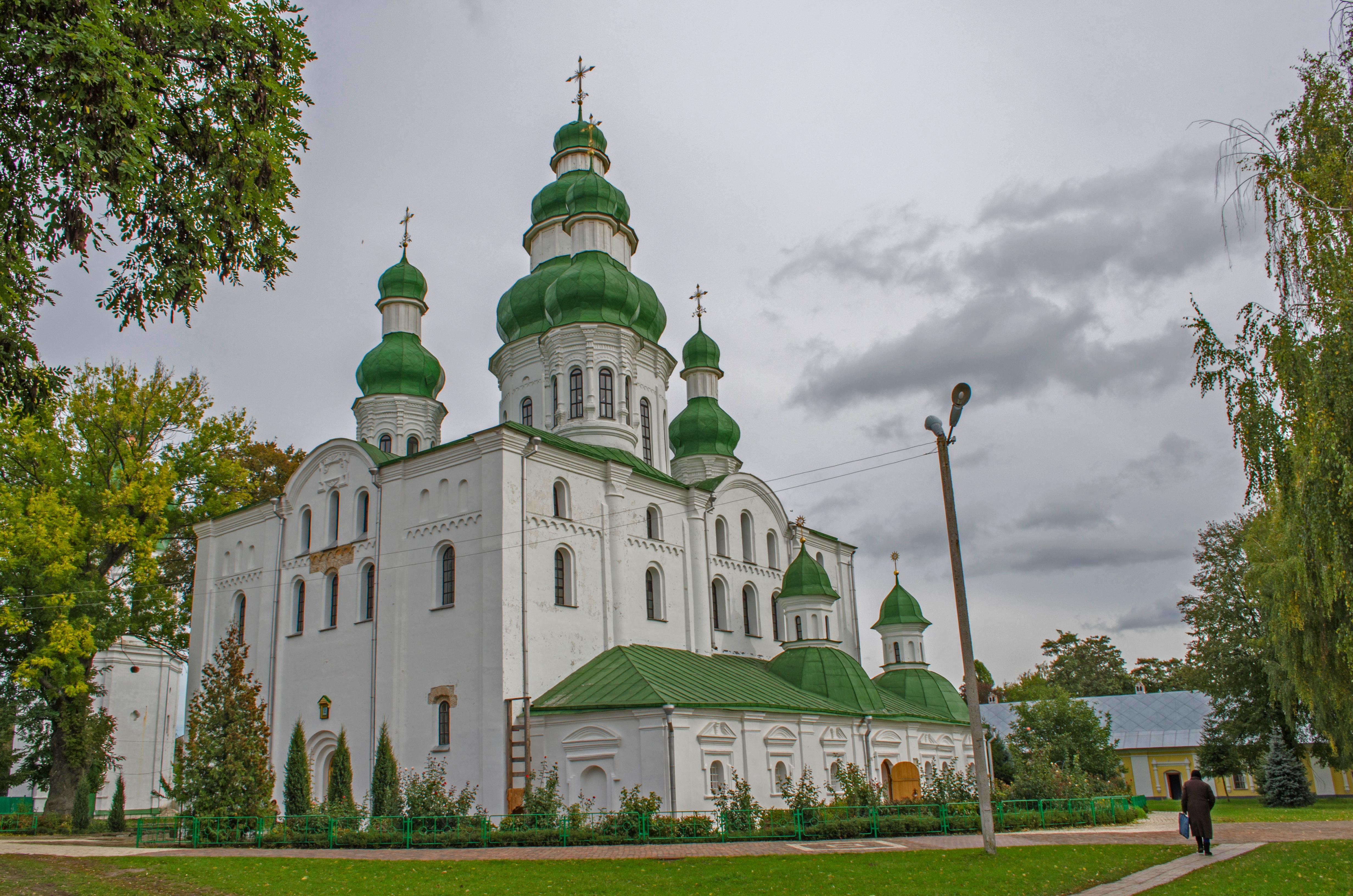
Успенський собор Єлецького монастиря, Чернігів
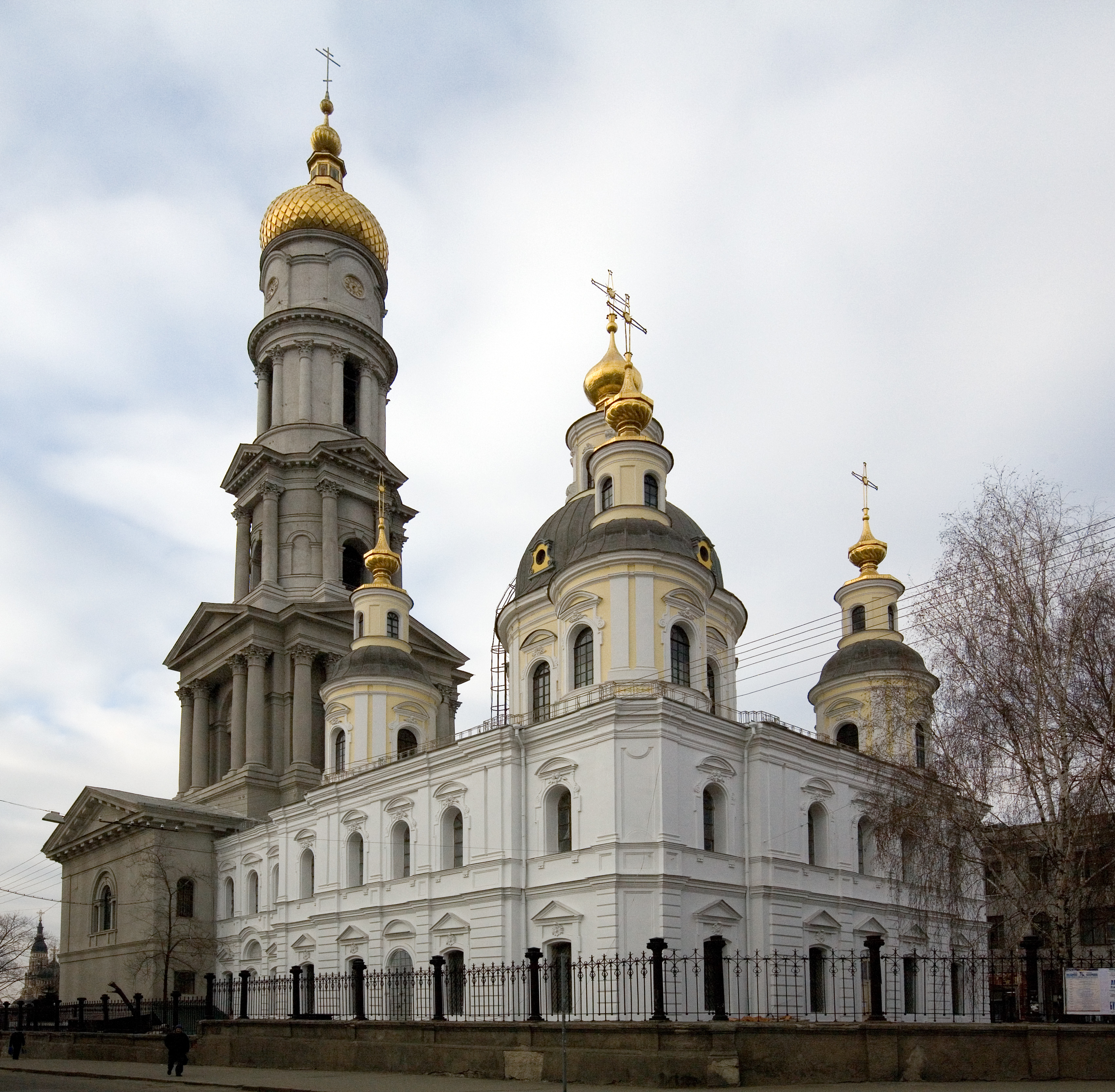
Успенський кафедральний собор, Харків
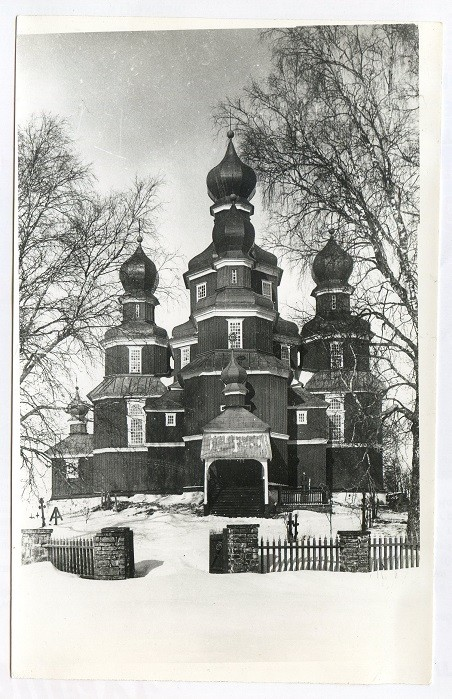
Скорб'ященська церква в селі Кьорстово (Росія). Збудована за указом Федора Яковича Дуб'янського.